# Église Saint-Vaast d'Angicourt
Pour les articles homonymes, voir église Saint-Vaast.
L'église Saint-Vaast d'Angicourt est une église catholique paroissiale située à Angicourt, commune de l'Oise.
De style gothique, à l'exception du croisillon sud, d'une chapelle orientée et de deux quarts de piles du clocher qui sont romans tardifs, l'église est issue de deux campagnes de travaux. La première concerne la nef, ses bas-côtés et le croisillon sud et se situe vers 1170 / 1180 ; la seconde concerne le chœur-halle de deux fois deux travées et se situe vers 1240 / 1245. Ce chœur se remarque par ses dimensions généreuses et ses vastes fenêtres au remplage élégant, alors que la nef est un intéressant témoin de la première gothique. Ses voûtes sexpartites sont exceptionnelles pour une église rurale et entraînent une disposition originale des supports.
Bien que classée tôt au titre des monuments historiques par liste de 1862, l'église reste dans un état proche de la ruine jusqu'à sa restauration complète pendant la première moitié du XXe siècle. Elle est affiliée à la paroisse Saint-Martin du Liancourtois.

## Historique

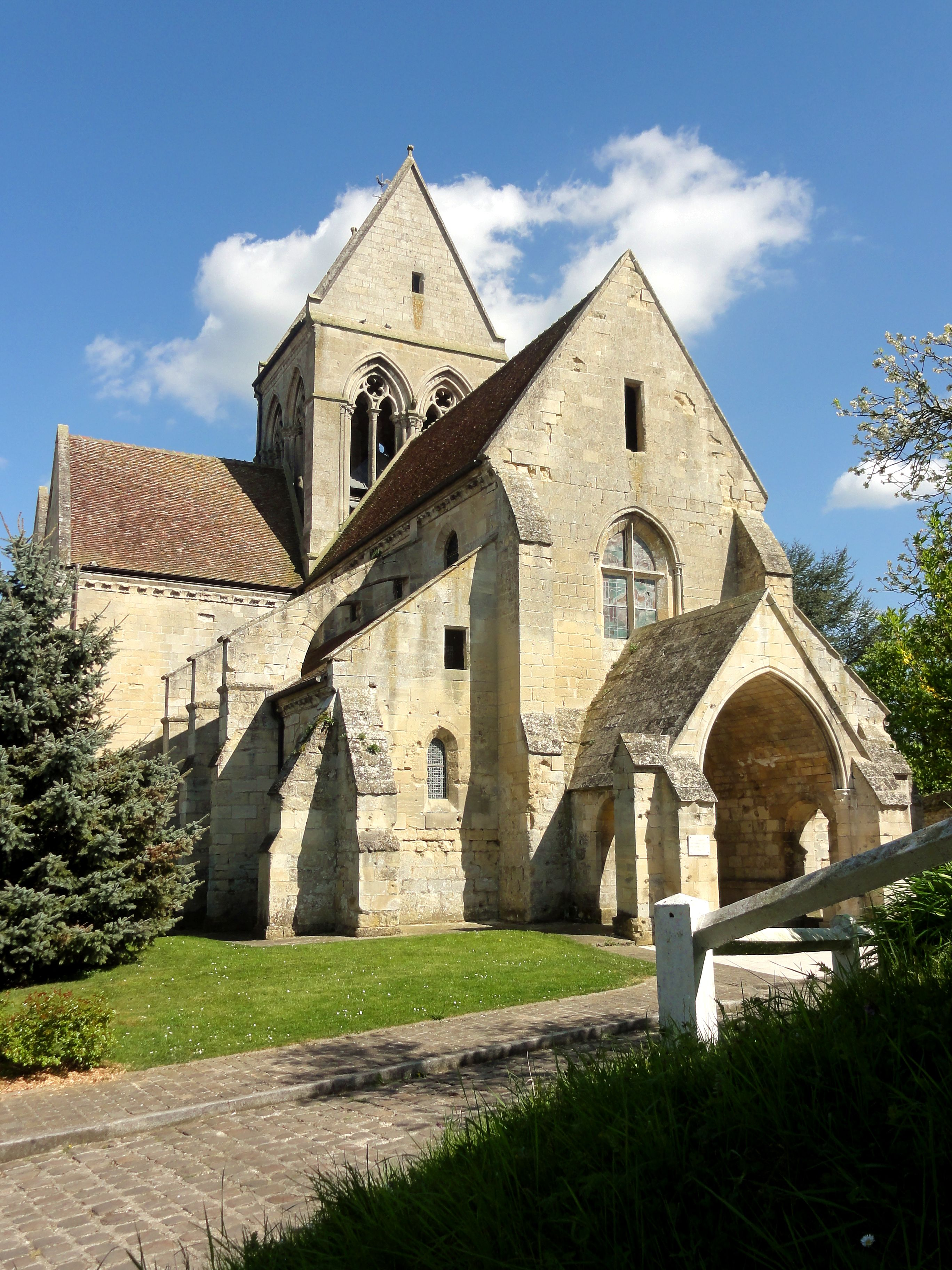
Vue depuis le nord-ouest.

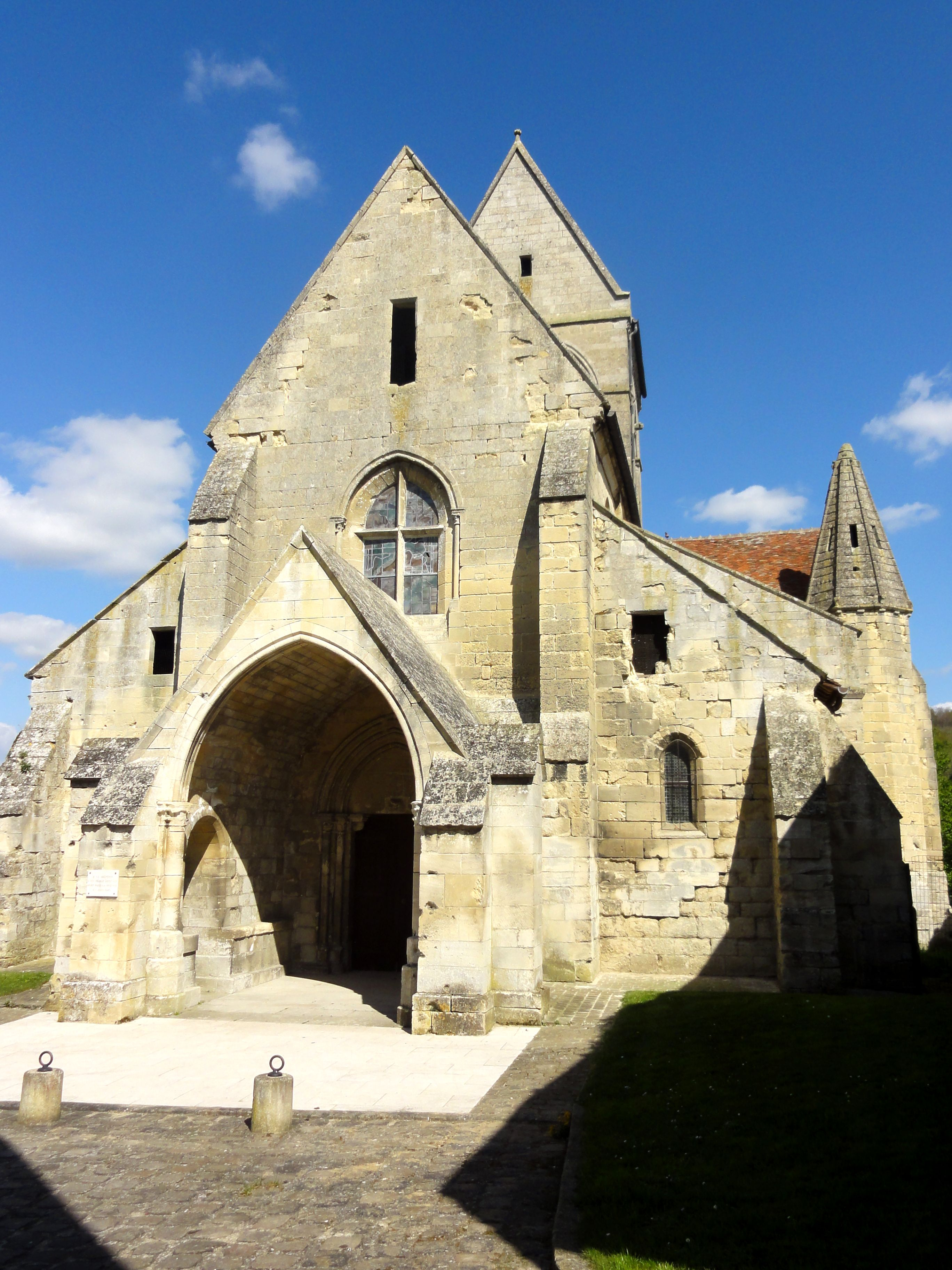
Façade occidentale.

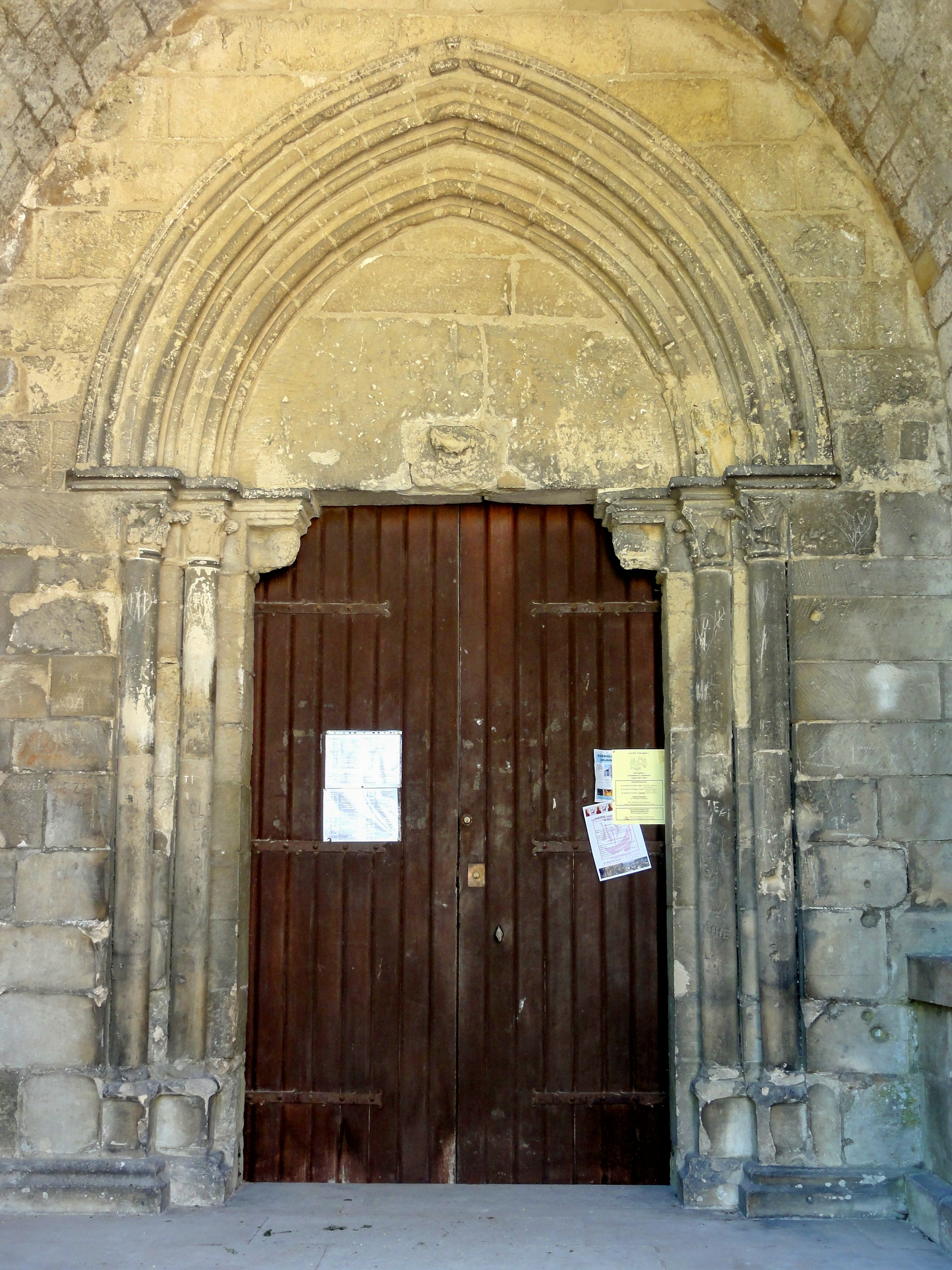
Portail occidental.

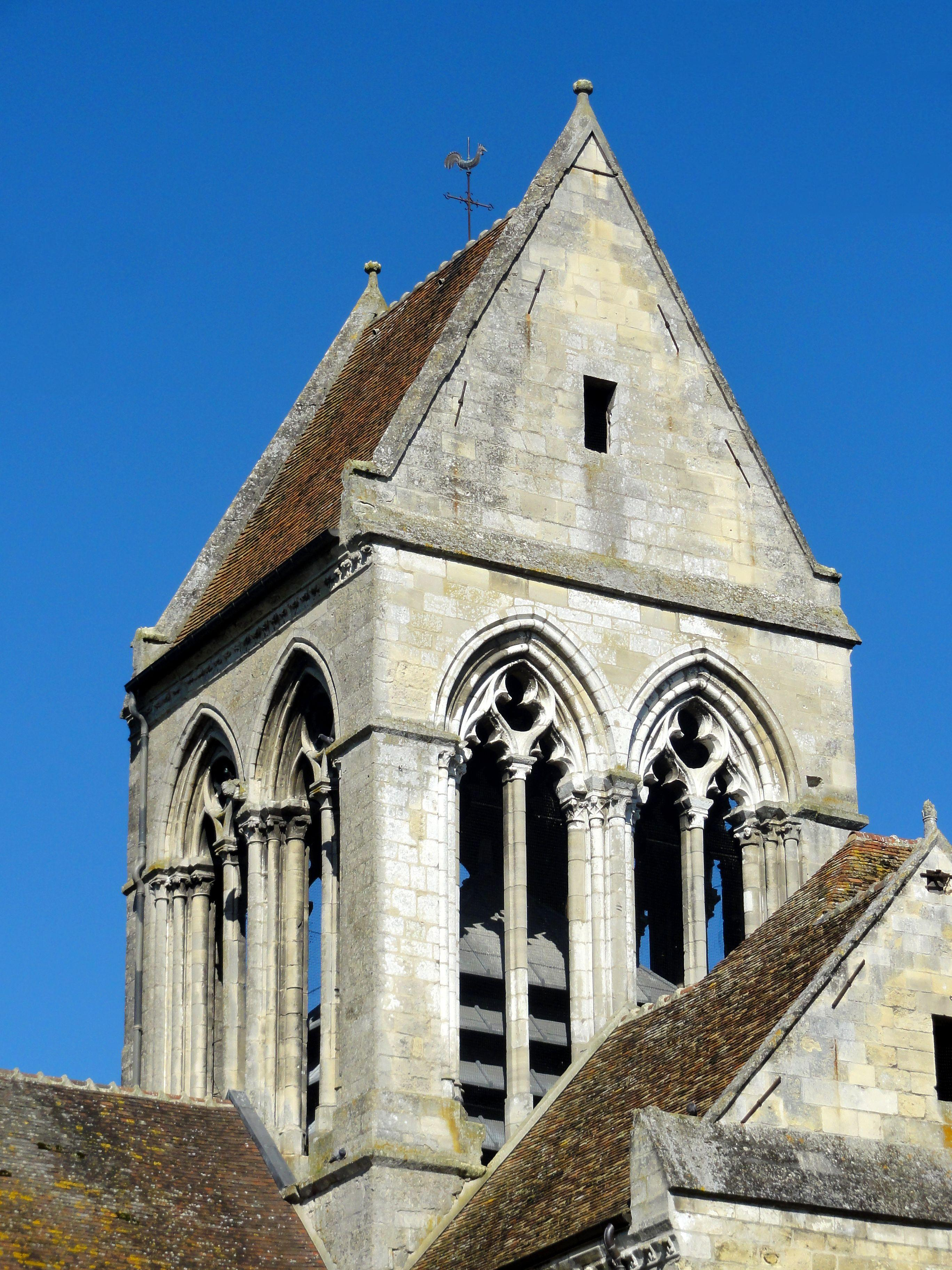
Clocher, côté est.

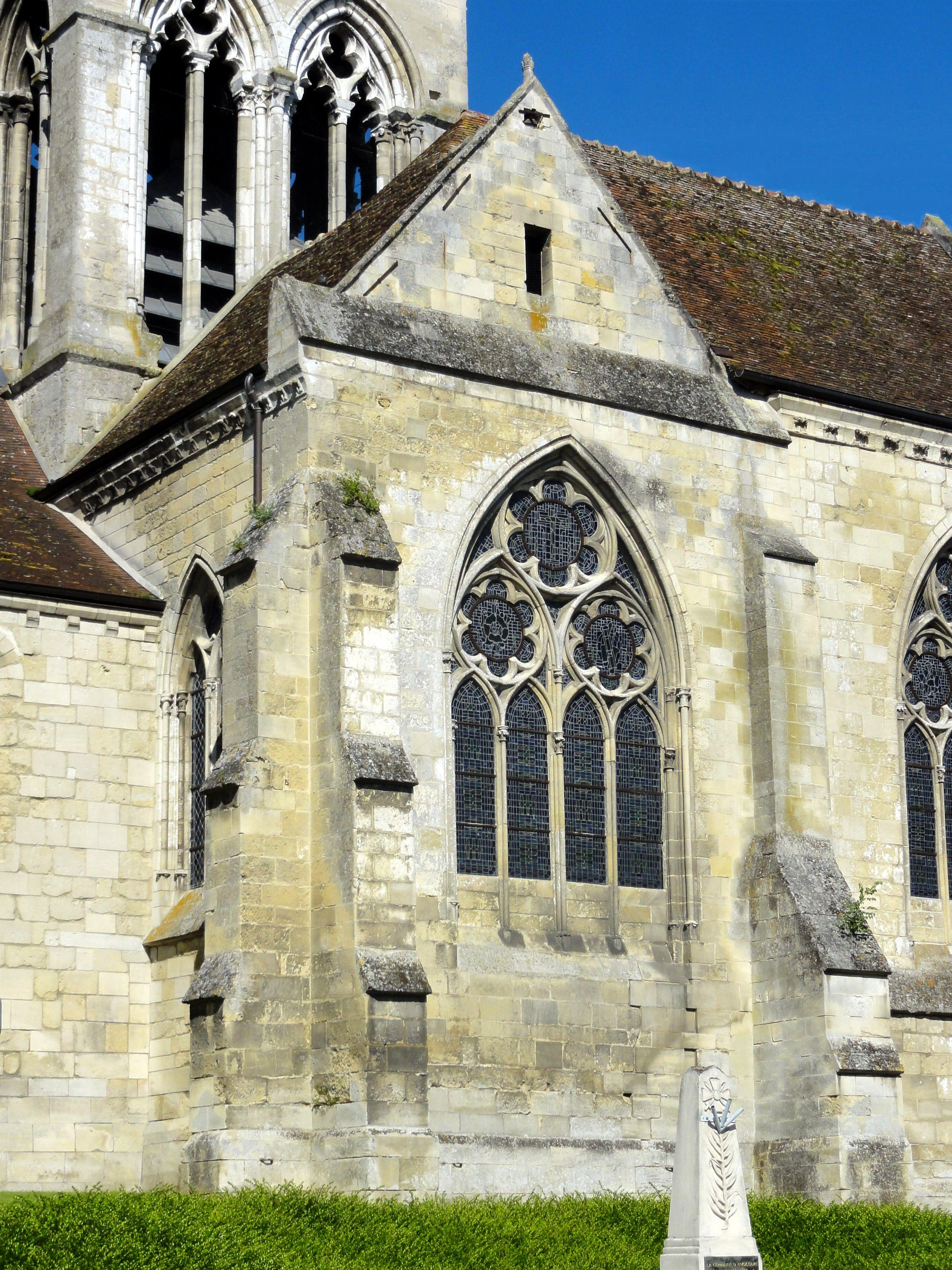
Chœur, chevet.

L'église de Saint-Vaast était à l'origine dédiée à saint Étienne. En 537, Clotaire Ier offre les villages d'Angicourt et Bailleval à saint Vaast en guise de remerciement pour ses bons conseils. Vaast est alors évêque intérimaire de Beauvais et le reste jusqu'à sa mort en 540. La ville étant la cible d'attaques des Normands à ce moment, le corps du saint doit être déposé en un endroit sûr, et c'est l'église d'Angicourt qui est justement choisie. À cette occasion, elle est placée sous le vocable de saint Vaast. Étant donné que le saint reçut lui-même Angicourt en cadeau, le village et la seigneurie d'Angicourt constitue logiquement l'une des propriétés les plus anciennement acquises de l'abbaye Saint-Vaast. Mais du fait que Vaast occupa la chaire de l'évêque de Beauvais, ses biens propres reviennent tout d'abord à l'église de Beauvais avant de retourner à l'abbaye, à un moment non encore déterminé, plus d'un siècle plus tard. L'église d'Angicourt conserve toutefois des liens avec Beauvais, et son autel demeurera à l'évêque de Beauvais.
La donation de la seigneurie d'Angicourt à l'abbaye Saint-Vaast est encore confirmée par une charte du roi Charles II le Chauve datée de 869. Les liens avec Arras se renforcent à partir de 1023, quand l'abbaye Saint-Vaast obtient un tiers de la dîme ecclésiastique d'Angicourt. L'église est en même temps exemptée de droits épiscopaux, et l'évêque de Beauvais ne touche ainsi plus de 
bénéfices sur Angicourt. Or, dès 1024, l'abbaye Saint-Vaast échange Angicourt avec l'abbaye de Jumièges, contre la prévôté et le prieuré d'Haspres, près de Cambrai. Cet échange s'effectue sous la pression de l'évêque de Cambrai, qui estime que Saint-Vaast serait plus à même de rétablir la discipline des moines dans le prieuré d'Haspres fort éloigné de Jumièges. Mais l'abbaye de Jumièges se rend rapidement compte qu'Angicourt est loin de représenter la même valeur qu'Haspres, et cherche à rendre la seigneurie, ce qui est chose faite vers 1070/1080 environ. Dépendant d'une abbaye royale, Angicourt est exempt du droit de visite de l'évêque de Beauvais, et ne dépend que de l'autorité souveraine du pape. Rien n'est toutefois connue de l'église d'Angicourt à cette époque. L'on sait seulement que le patronage de la cure passe à l'abbaye Saint-Germer-de-Fly pas avant le début de XIIIe siècle, dans des circonstances inconnues. Sous tout l'Ancien Régime, la seigneurie d'Angicourt restera le bien de l'abbaye Saint-Vaast, et l'abbaye Saint-Germer nommera à la cure,.
L'église stylistique permet d'identifier trois campagnes de travaux distincts. Les parties les plus anciennes sont encore romans tardifs, et datent de la periode 1140 / 1150. À cette époque, un nouveau transept avec deux chapelles orientées et un chœur carré au chevet plat sont édifiés et remplacent vraisemblablement le sanctuaire primitif, alors que la nef romane est maintenue dans un premier temps. Elle est remplacée pendant la période 1170 / 1180 par la nef actuelle de style gothique, accompagnée de deux bas-côtés. En même temps, le croisillon sud du transept est partiellement rebâti, mais le mur du sud avec sa baie plein cintre et la chapelle orientée romane sont conservées. Quelques décennies plus tard, vers 1240 / 1245, le reste du transept roman et le chœur roman bâtis seulement un siècle plus tôt sont à leur tour remplacés. De la croisée du transept roman, ne subsistent que deux quarts de piles composées, correspondant aux bas-côtés et déjà intégrés dans la nef des années 1170 / 1180. Le nouveau chœur est toujours carré et à chevet plat, mais le croisillon nord est plus long que large, et une chapelle latérale entre ce croisillon et le chœur double le croisillon. De ce fait, l'on obtient un chœur-halle de deux fois deux travées, éclairée par des baies de dimensions très généreuses. Finalement, un porche est édifié devant le portail occidental. En résumé, seulement la chapelle orientée sud subsiste ainsi de la première campagne de travaux de 1140 / 1150. Depuis le milieu du XIIIe siècle, l'église n'évolue guère plus. La grosse pile composée au centre du chœur-halle, comportant en son sein encore un pilier du transept roman, est très fragilisée au XVIe siècle et doit être reprise en sous-œuvre. Les voûtes adjacentes sont apparemment refaites à la même occasion.
Bien que classée monument historique assez tôt par liste de 1862, l'église est longtemps laissée dans un état d'abandon proche de la ruine. Un état des lieux de 1886 reste sans suite ; il insiste sur l'humidité qui envahit les murs jusqu'à hauteur des chapiteaux, le désagrégation des voûtes et des arcs-boutants menaçant de s'écrouler. Il faut attendre 1907 avant que l'architecte en chef des monuments historiques H. Chaine ne puisse procéder à de premiers travaux. Ils portent sur la reprise des charpentes et couvertures du chevet ; la remise en état des combles de la nef ; la réparation du clocher ; la réparation des pignons du croisillon nord, de la chapelle latérale et du chœur ; la restauration des parties supérieures des murs de la nef et des bas-côtés, avec rejointoiements ; et la réfection des arcs-boutants. Malheureusement, l'église est endommagée lors de la Première Guerre mondiale en 1916, ce qui rendra nécessaire une seconde et longue campagne de restauration entre 1920 et 1938, sous la direction de l'architecte en chef des monuments historiques A. Collin. Sont entrepris des travaux sur les murs et voûtes du croisillon sud, de la chapelle orientée et de la chapelle latérale du chœur ; des rejointoiements dans les parties basses des murs et des contreforts ; l'abaissement du sol extérieur pour lutter contre l'humidité ; la reprise de tous les autres arcs et voûtes ; et la réparation du clocher, du portail occidental et de son porche. Un bombardement lors de la Seconde Guerre mondiale endommage les charpentes et toitures, qui sont réparées immédiatement avant même la fin de la guerre, sous la direction de Pierre Paquet. Les toits des bas-côtés étaient initialement en maçonnerie figurant des écailles ; depuis la pose des toits en appentis actuels, la partie inférieure des baies hautes de la nef est obstruée.

## Description

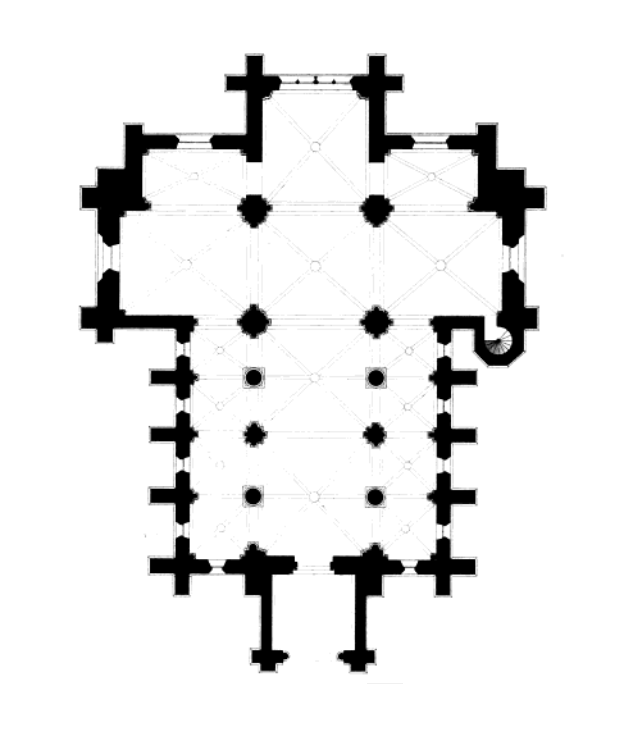
Plan de l'église.

### Aperçu général
Orientée un peu irrégulièrement nord-sud-ouest - nord-sud-est, l'église Saint-Vaast suit globalement un plan cruciforme, mais montre des dissymétries à l'est. L'édifice se compose d'une nef de quatre travées barlongues, précédée d'un porche et accompagnée de deux bas-côtés dont les travées sont carrées ; d'un transept largement saillant de trois travées carrées, quatre fois plus grandes que les travées des bas-côtés ; d'une chapelle orientée prolongeant le croisillon sud vers l'est ; d'un chœur carré au chevet plat d'une seule travée ; et d'une chapelle latérale nord. Comme le croisillon nord, son extension nord-sud est plus importante que l'extension est-ouest : son pignon se situe donc au nord à côté de celui du croisillon, et non à côté de celui du chœur. D'autres pignons se trouvent au nord et à l'ouest. Les bas-côtés sont recouverts de toits en appentis, ce qui est également le cas de la chapelle orientée. Le clocher en bâtière se dresse au-dessus de la croisée du transept. Son unique étage commence dès la naissance des toitures de l'église, ce qui fait que ses ouvertures sont partiellement obstruées.

### Extérieur

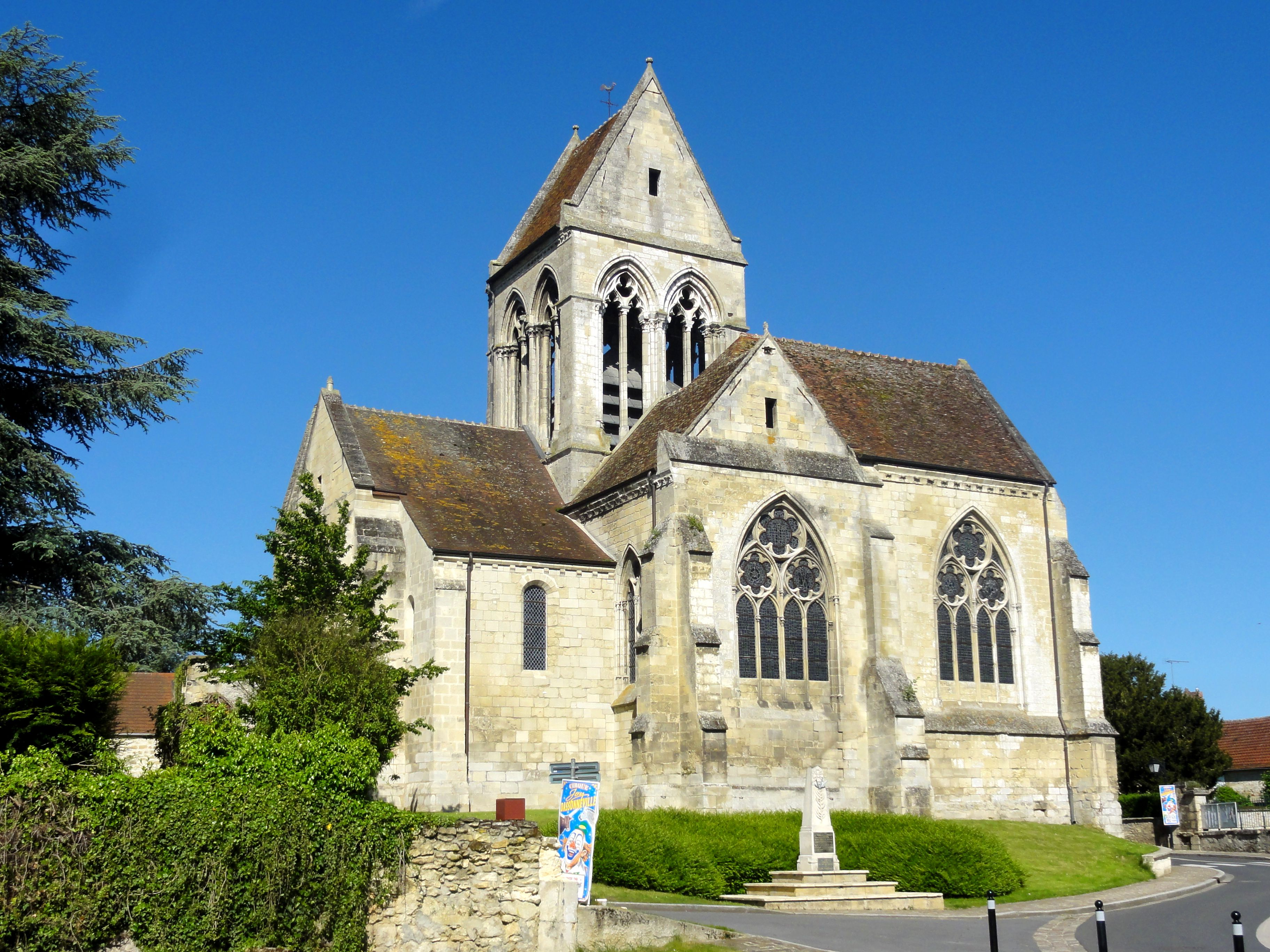
Vue depuis l'est.

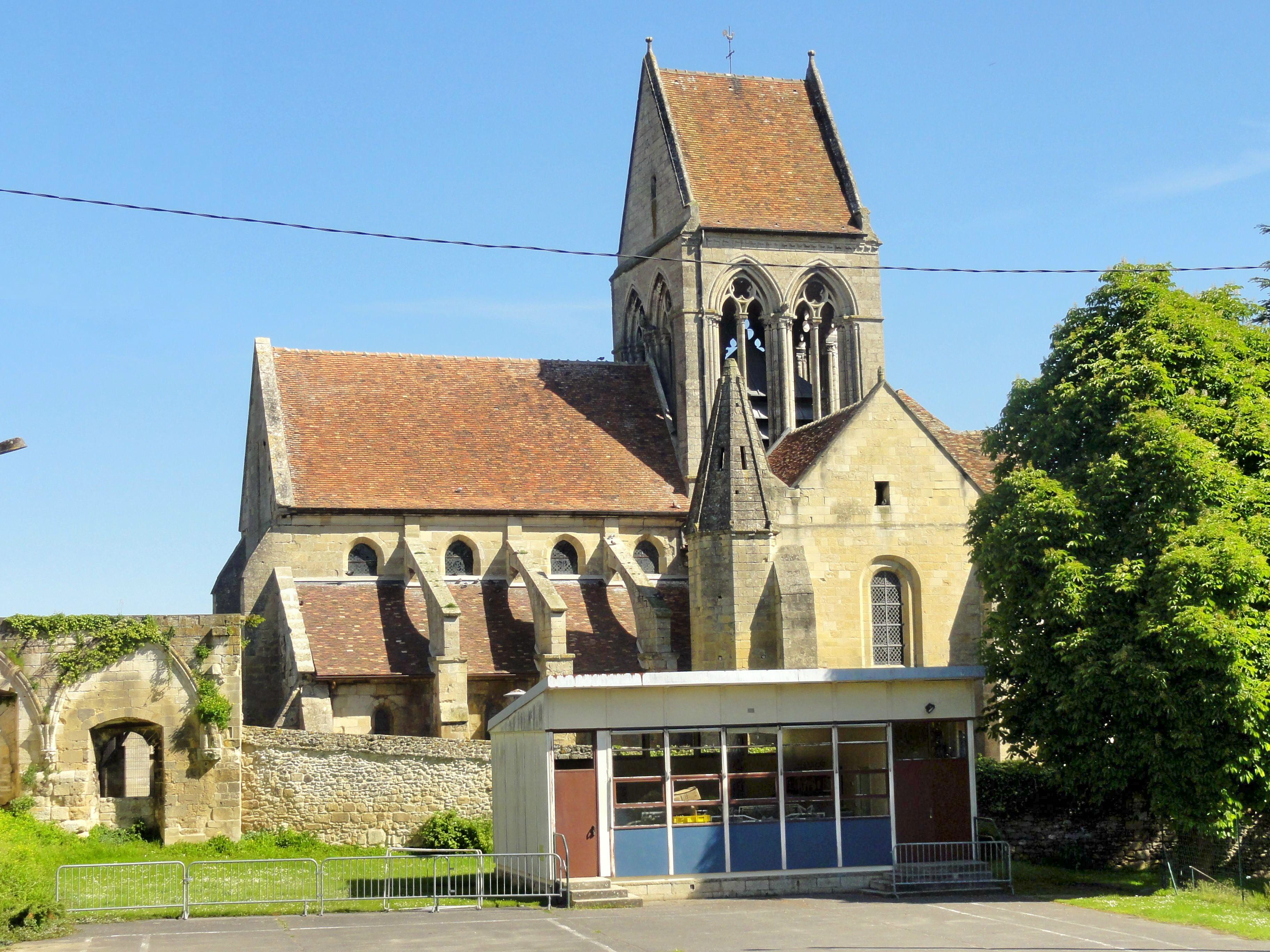
Vue depuis le sud, à travers la cour de l'école ; à gauche, mur de l'ancien prévôté.

L'église Saint-Vaast est un édifice de caractère et de dimensions généreuses par rapport à la taille du village. Elle est entièrement bâtie en pierre de taille. La partie la plus ancienne, la chapelle orientée, se fait assez discrète car placée en retrait par rapport à la façade orientale du chœur-halle. La chapelle est éclairée par deux baies plein cintre non décorées, et le mur gouttereau se termine par une simple corniche de corbeaux. La nef et ses bas-côtés, de vingt-cinq ans plus jeunes seulement, affichent un style très sobre. La seule ornementation est constituée par les corniches de feuillages, sur les murs gouttereaux de la nef et des bas-côtés. Les fenêtres sont en tiers-point et à lancette simple. Les murs gouttereaux de la nef sont épaulés par des arcs-boutants prenant appui sur les culées des contreforts des bas-côtés. L'on compte trois arcs-boutants de chaque côté : la façade occidentale en est dépourvue. Les contreforts correspondant aux arcs-boutants sont scandés par un glacis intermédiaire, à la même hauteur que les deux contreforts occidentaux de la nef. Les contreforts aux angles des bas-côtés se terminent déjà à ce niveau, mais sont néanmoins entrecoupés par un glacis situé plus bas. La façade occidentale est essentiellement marquée par ces contreforts, ainsi que par le porche au toit en bâtière aiguë, lui aussi doté de contreforts d'angle. L'entrée du porche est cantonnée de deux colonnettes à chapiteaux, à l'instar de la baie éclairant la nef au-dessus. C'est la seule baie du XIIe siècle décorée de l'église ; elle est aujourd'hui subdivisée par un meneau central et un barreau horizontal. Le portail sous le porche n'est pas sans intérêt : cantonné de deux paires de colonnettes à chapiteaux de feuillages, il possède un archivolte fortement mouluré, et le tympan nu composé de plusieurs blocs de pierre prend appui sur un genre de consoles. En haut du contrefort sud de la façade occidentale, l'on peut apercevoir un petit cadran solaire.
Le chœur-halle présente une certaine continuité de style avec la nef, grâce au caractère similaire des contreforts à ressauts. Ils sont généralement scandés de deux niveaux de glacis intermédiaires. Les quatre très vastes fenêtres avec leur remplage élégant, deux à l'est et deux au nord, sont toutefois en nette rupture avec les parties construites au XIIe siècle. Le même type de baies existe dans le chœur de la basilique de Saint-Denis, mais rien ne permet de dire que le même architecte aurait travaillé sur les deux chantiers. Cantonnées de fines colonnettes à chapiteaux, les baies sont d'abord subdivisées en deux grandes lancettes avec les mêmes dispositions, surmontée d'un oculus sous la forme d'une rose à six festons. Les deux grandes lancettes sont subdivisées en deux petites, à leur tour surmontées d'une rose également plus petite. Sinon, les murs gouttereaux se terminent par des corniches de feuillages, alors que les murs pignon présentent un glacis à l'intersection du mur et du pignon proprement dit. Quant au clocher, ses deux baies gémelées par face sont d'une grande élégance, car subdivisées en deux lancettes à tête tréflée surmontées d'une mouchette, qui s'inscrivent dans un double archivolte torique reposant sur des chapiteaux de feuillages. L'on relève ainsi treize colonnettes à chapiteaux sur chaque face du clocher : deux fois trois pour les lancettes, qui se partagent une même colonnette au centre ; deux fois deux pour les archivoltes intérieurs, et trois pour les archivoltes extérieurs, qui se partagent également une même colonnette au centre. Le croisillon sud comporte en outre une tourelle hexagonale, portant une corniche de corbeaux.

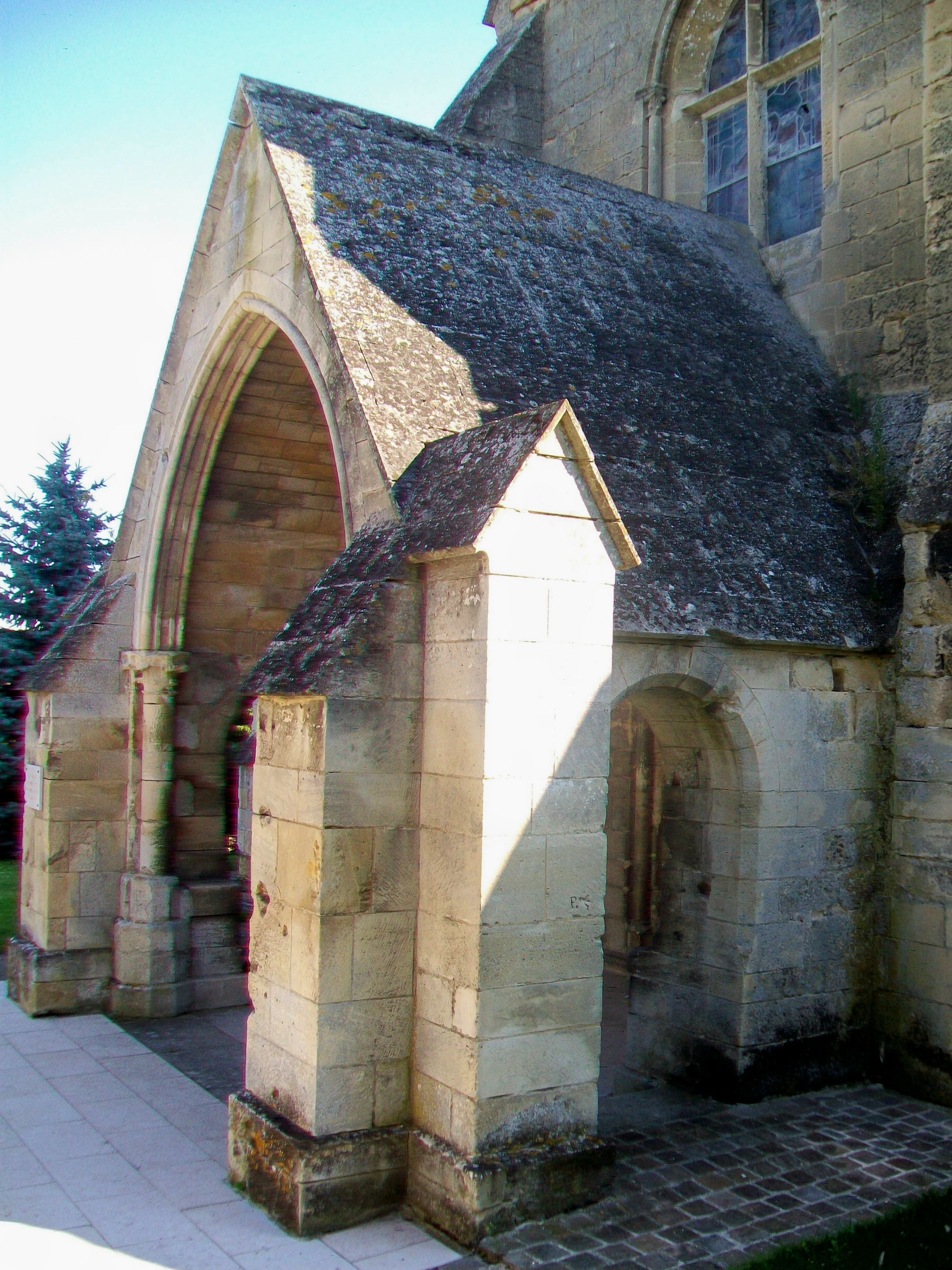
Porche de 1240/45.
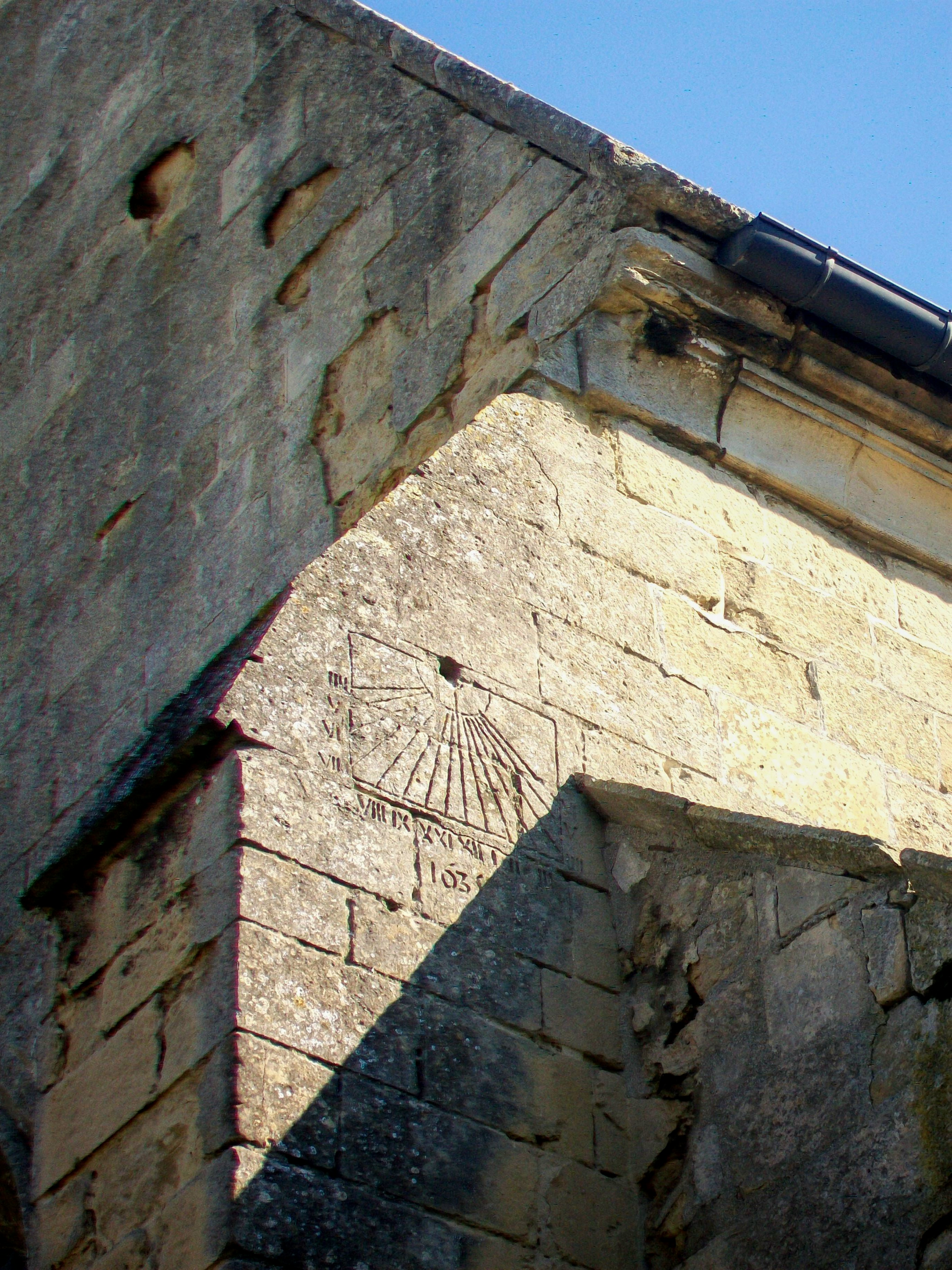
Cadran solaire.
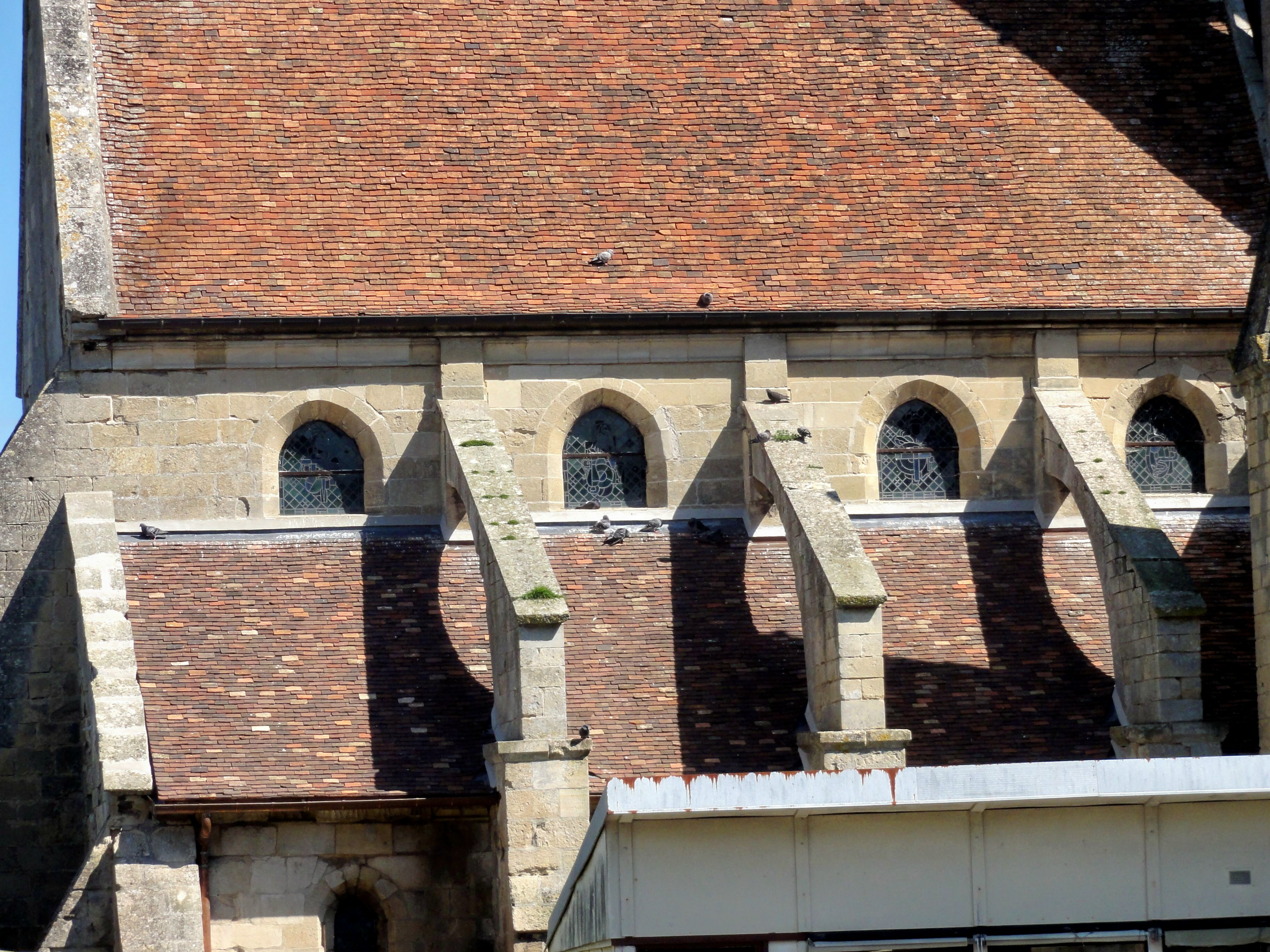
Parties hautes de la nef.
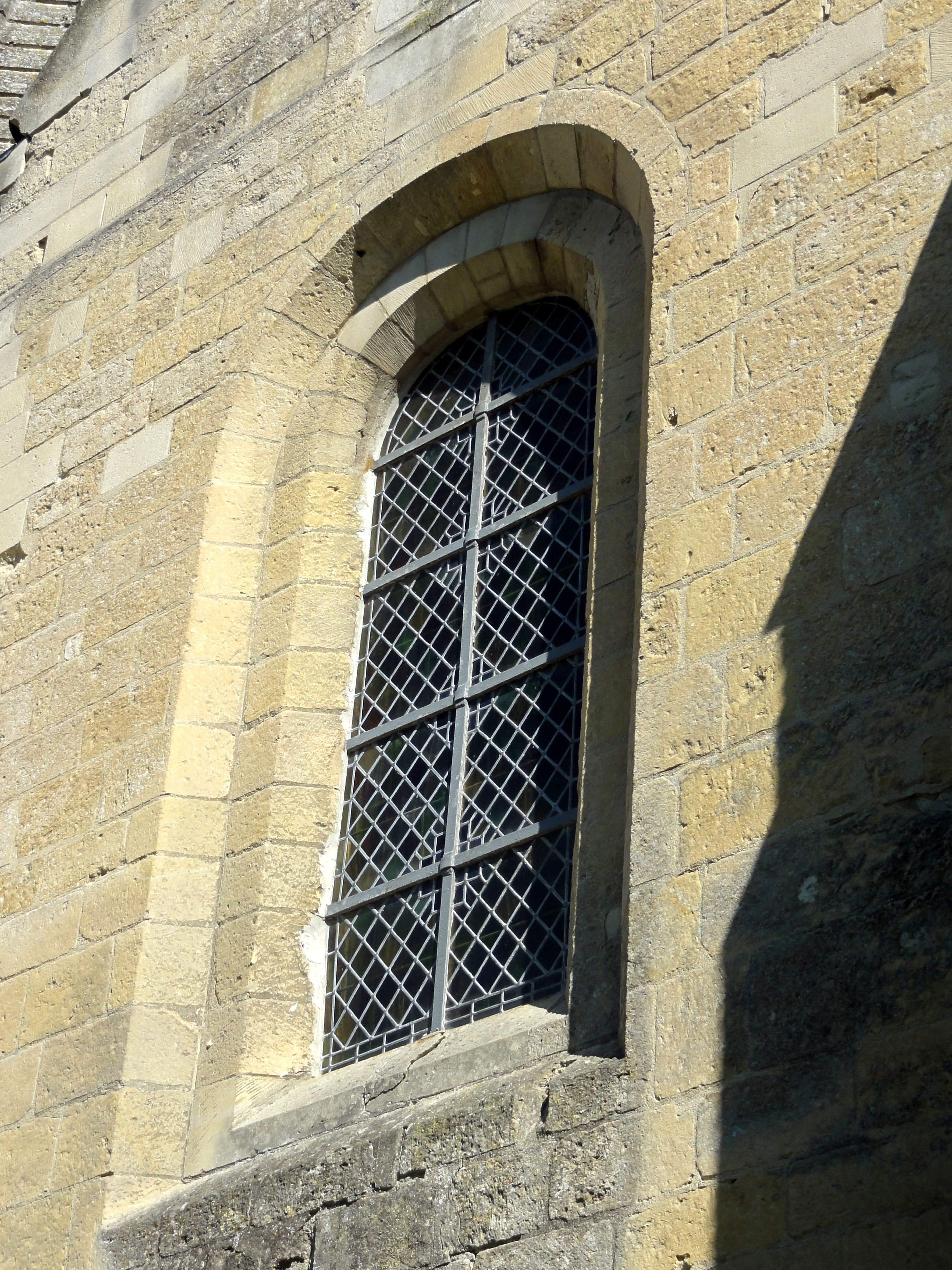
Fenêtre du croisillon sud.
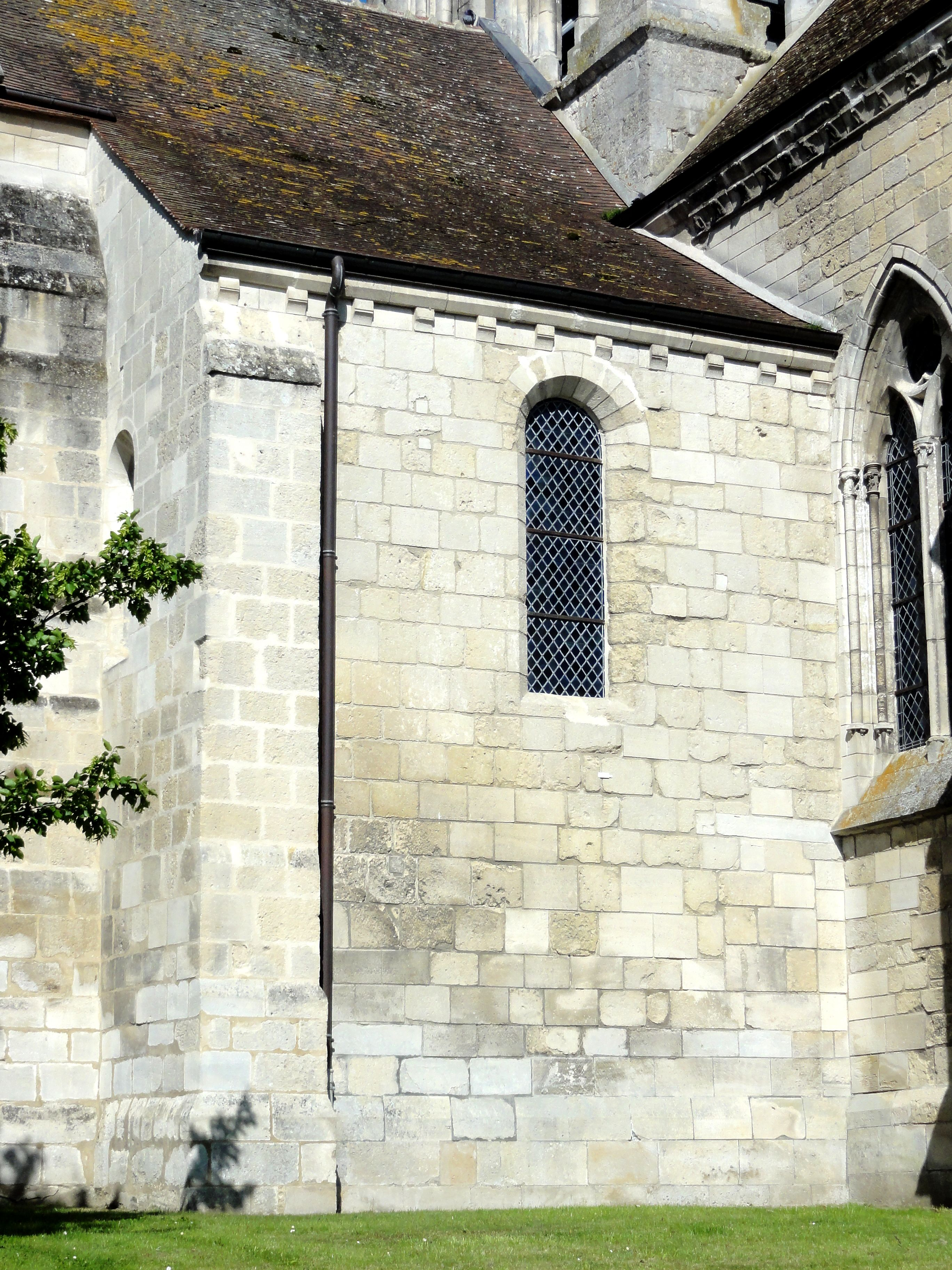
Chapelle orientée.
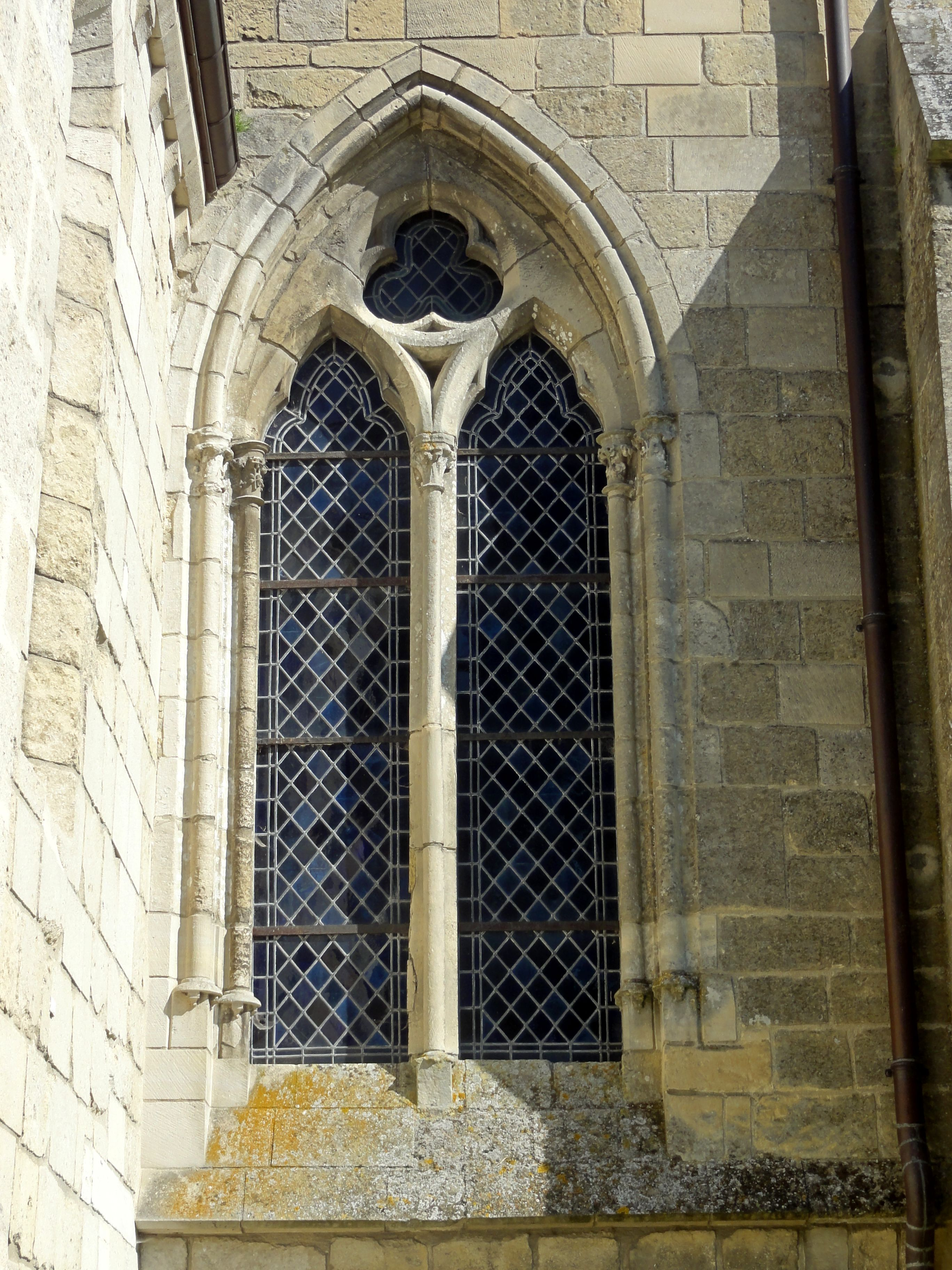
Baie au sud du chœur.

### Intérieur

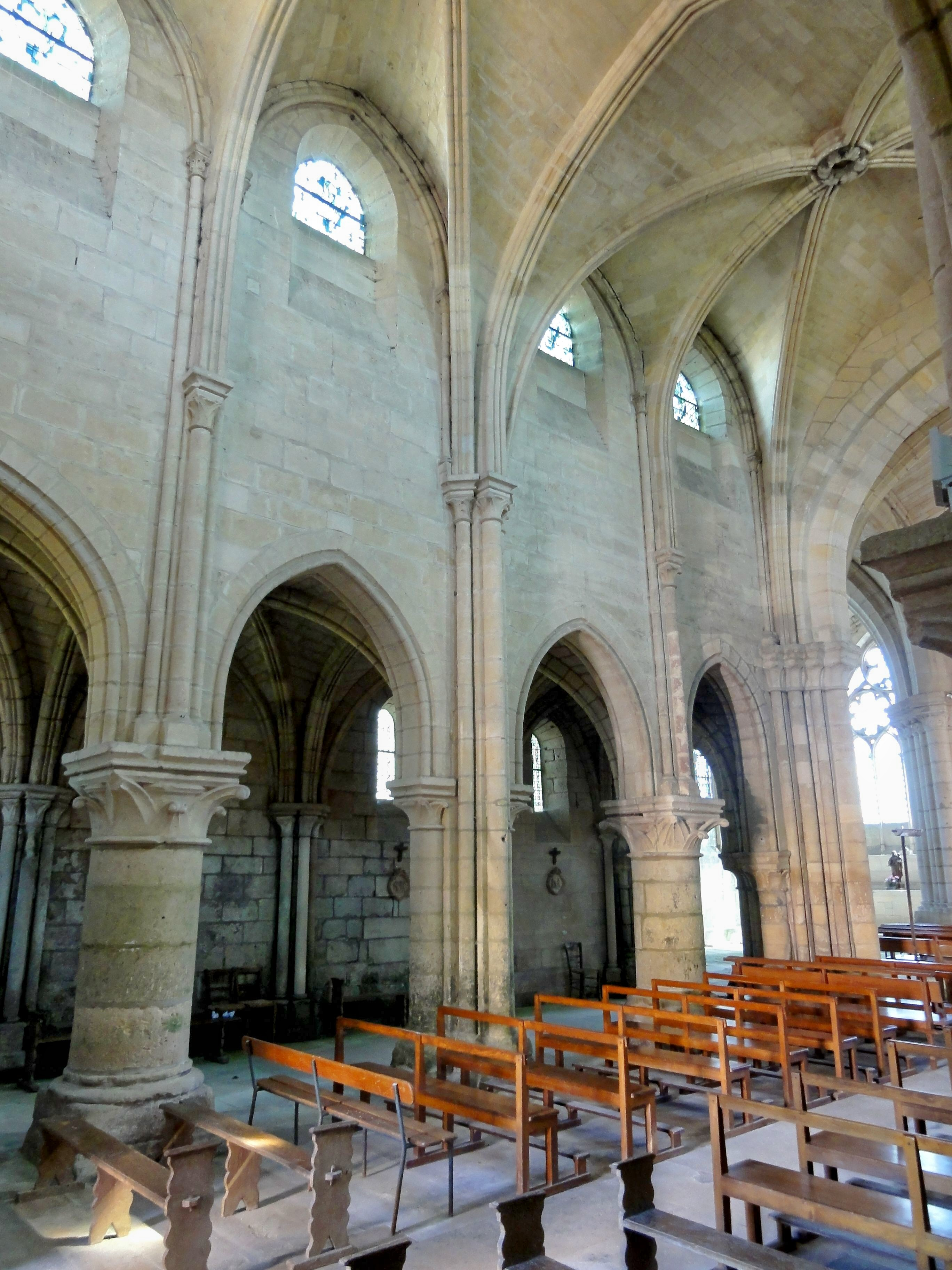
Nef, côté nord.

#### Nef et bas-côtés
Pour pénétrer dans l'église, l'on doit descendre quelques marches ; ainsi, l'humidité a longtemps posé un grand problème. L'élévation de la nef porte sur deux niveaux : celui des grandes arcades et celui des fenêtres hautes. Au lieu de quatre voûtes séparées, l'architecte anonyme a opté pour deux voûtes sexpartites, ce qui entraîne une alternance entre différents types de supports. Entre la seconde et la troisième travée, le doubleau et les ogives retombent sur des faisceaux de trois colonnes ou colonnettes engagées moyennant des chapiteaux situés en hauteur, à la naissance des voûtes. Ceux correspondant aux ogives reçoivent également les formerets par l'intermédiaire de petits culots, ce qui évite deux colonnettes supplémentaires. Entre la première et la seconde, ainsi qu'entre la troisième et la quatrième travée, l'ogive supplémentaire retombe sur le chapiteau d'une colonnette, comme le doubleau du centre de la nef déjà évoqué, mais les formerets se poursuivent vers le bas sous la forme de gros tores et ne comportent pas de chapiteaux en hauteur. Une différence existe donc également au niveau des grandes arcades : ici, elles prennent appui sur les tailloirs carrés de gros chapiteaux de feuilles d'eau recourbées en crochets, d'un style lourd, reposant sur de gros piliers isolés de forme cylindrique. Au centre de la nef par contre, le faisceau de trois colonnettes retombe directement jusqu'au sol, et les arcades (dépourvues de doubleaux) retombent donc sur des chapiteaux qui leur sont réservés, du reste des répliques en échelle réduite des gros chapiteaux décrits précédemment. Dans les bas-côtés, les nervures des voûtes sont reçues par des faisceaux de trois colonnettes, sauf à l'endroit des grosses piles cylindriques.

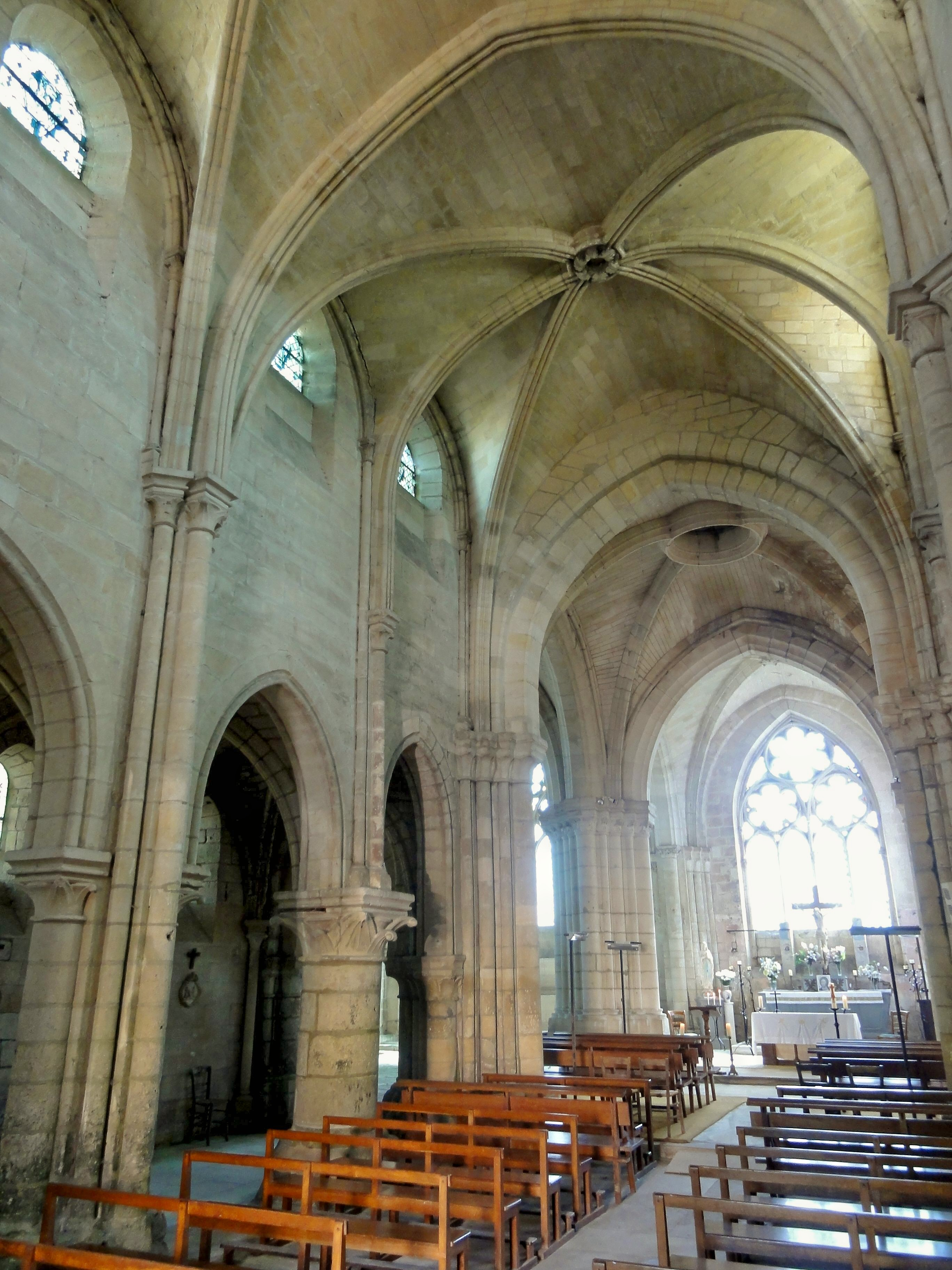
Nef, vue depuis l'ouest.
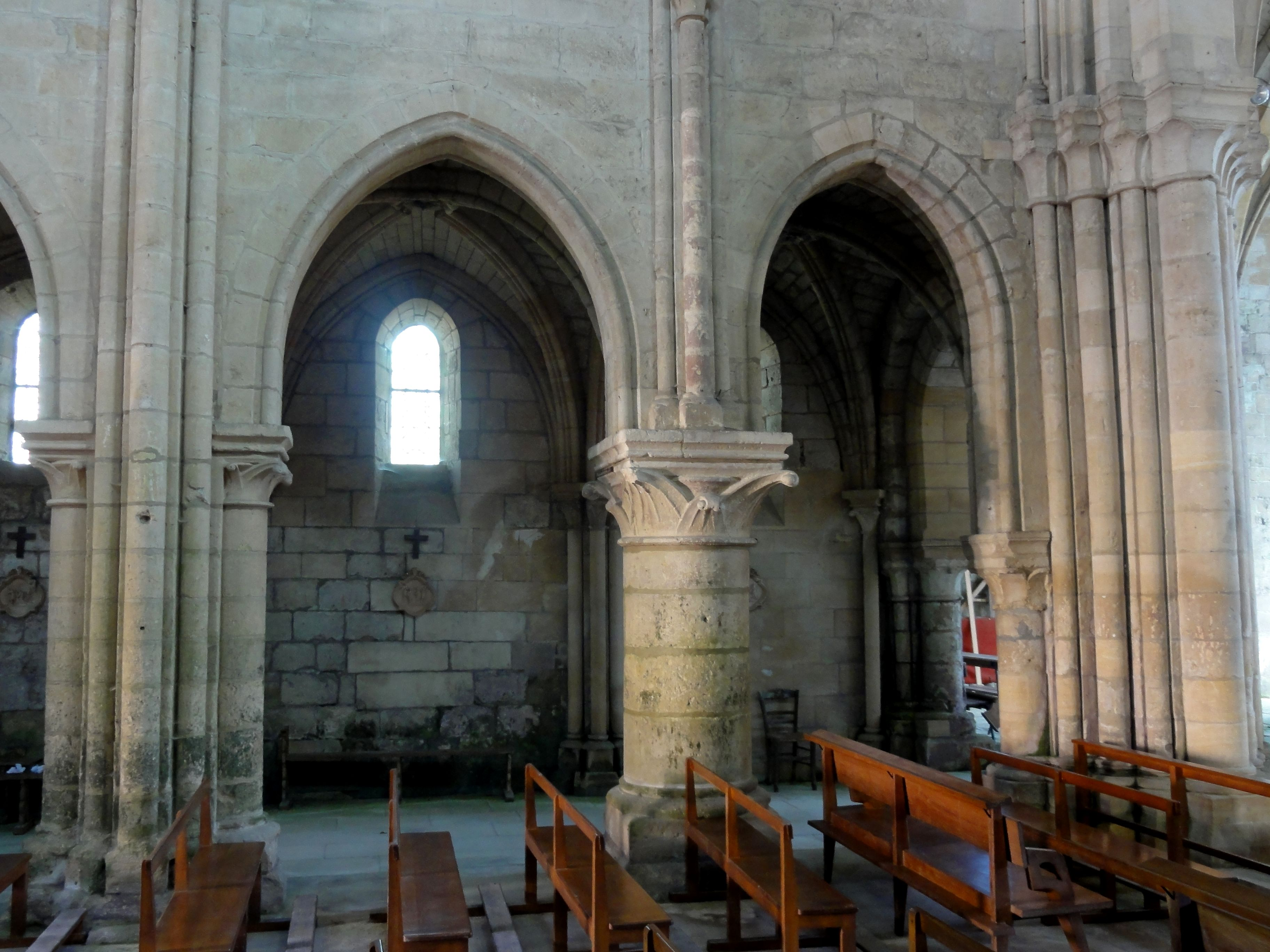
3e et 4e arcades au nord.
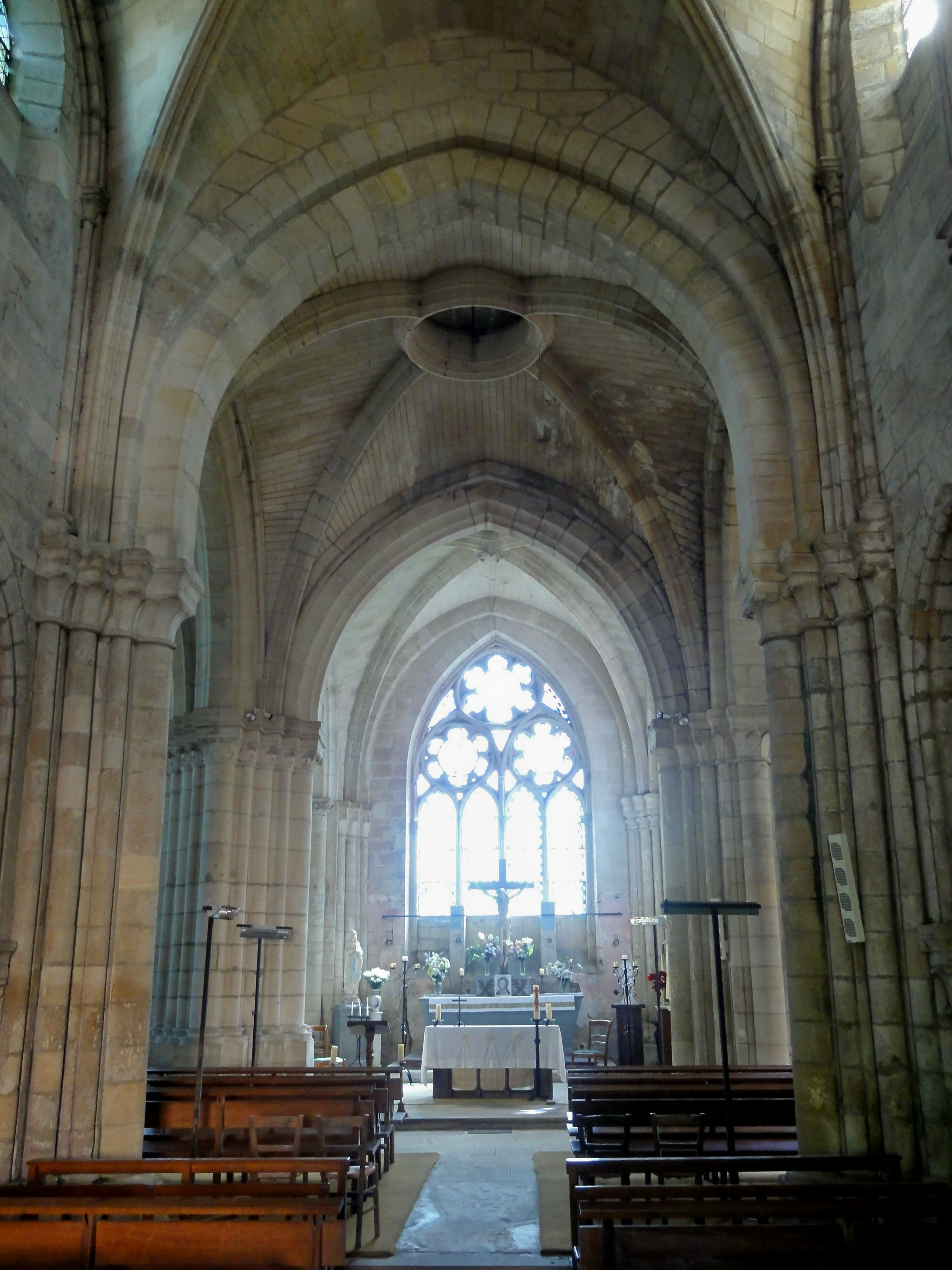
Nef, vue vers le chevet.
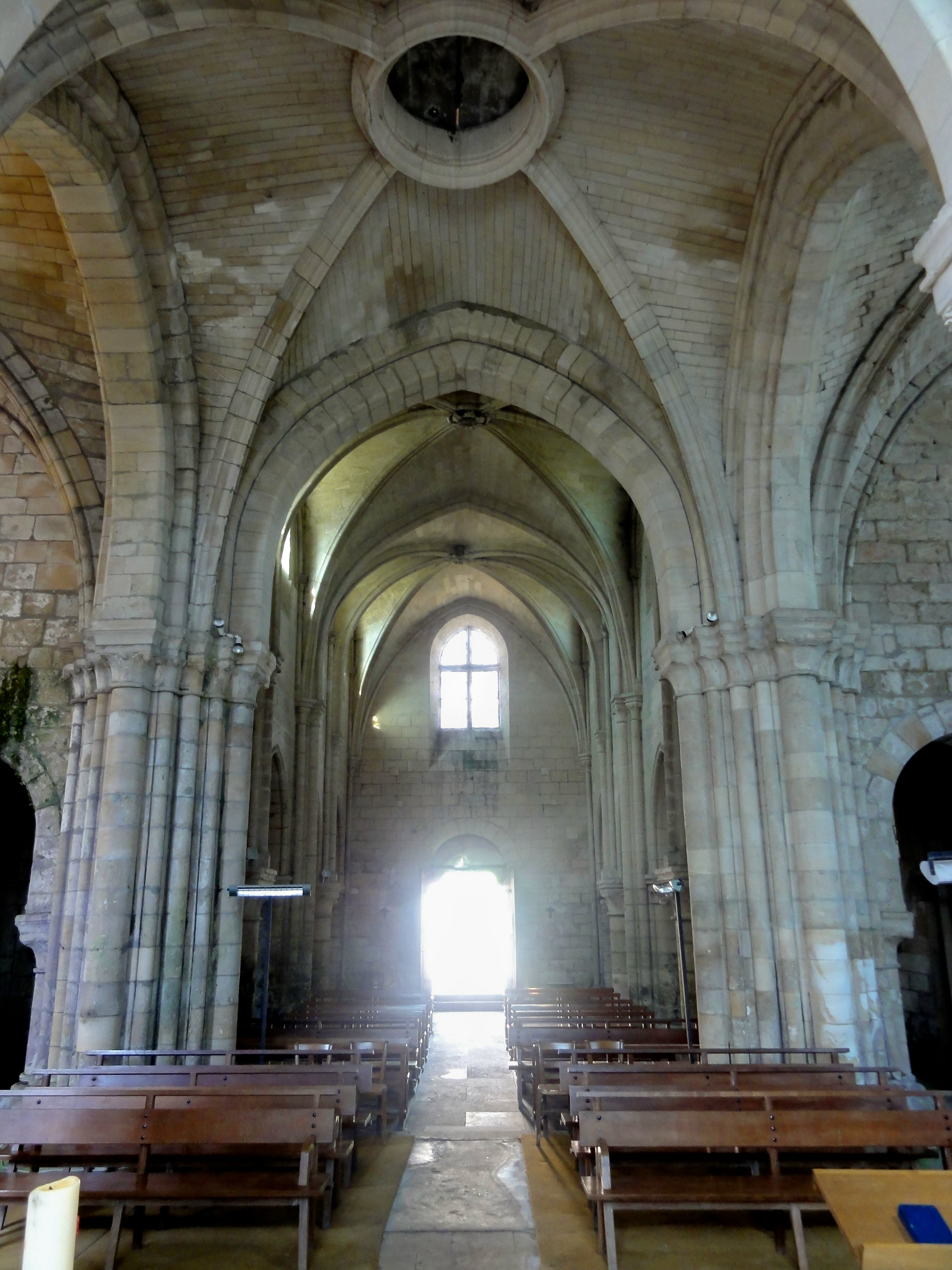
Nef, vue depuis la croisée.
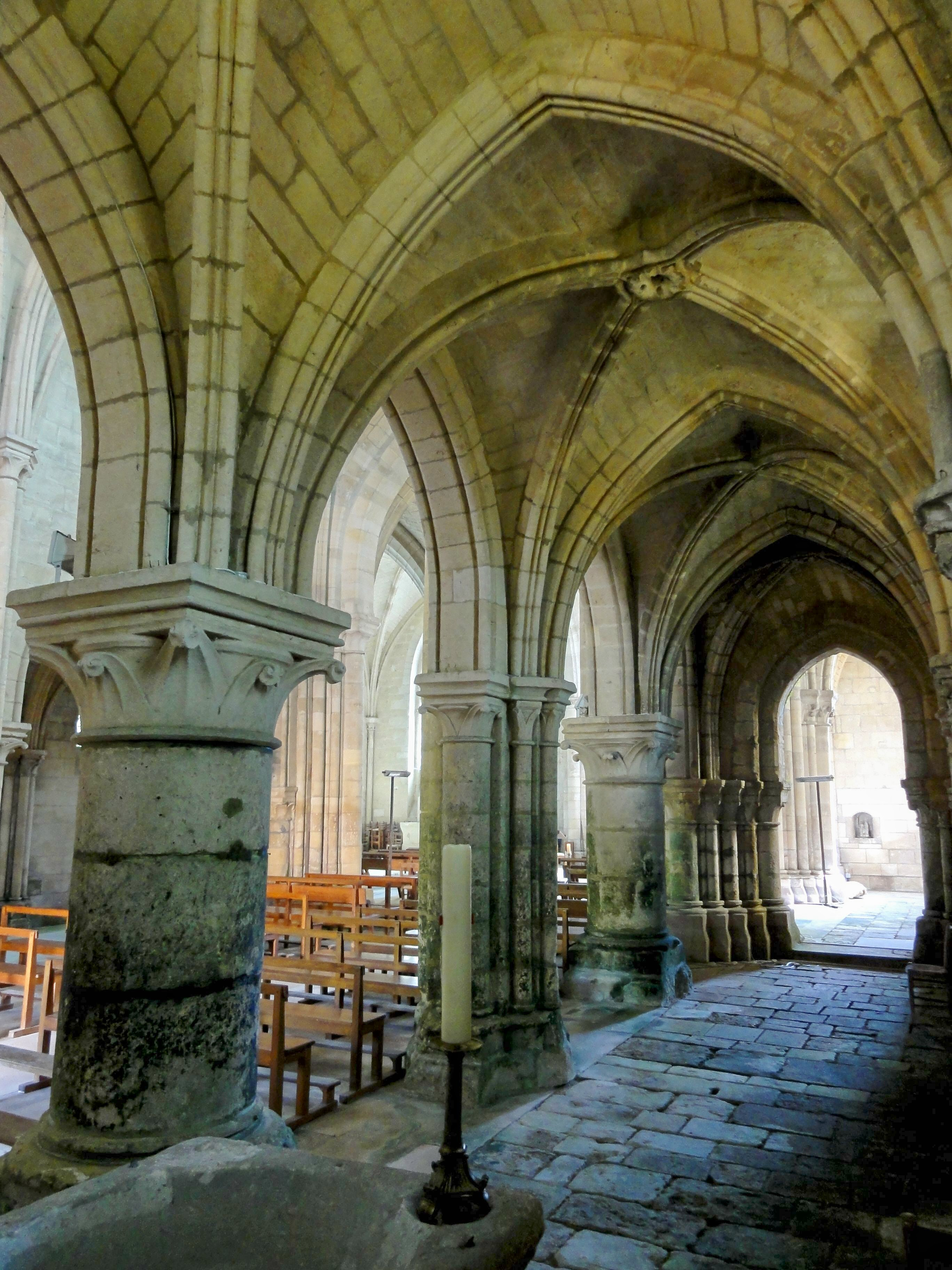
Bas-côté sud.
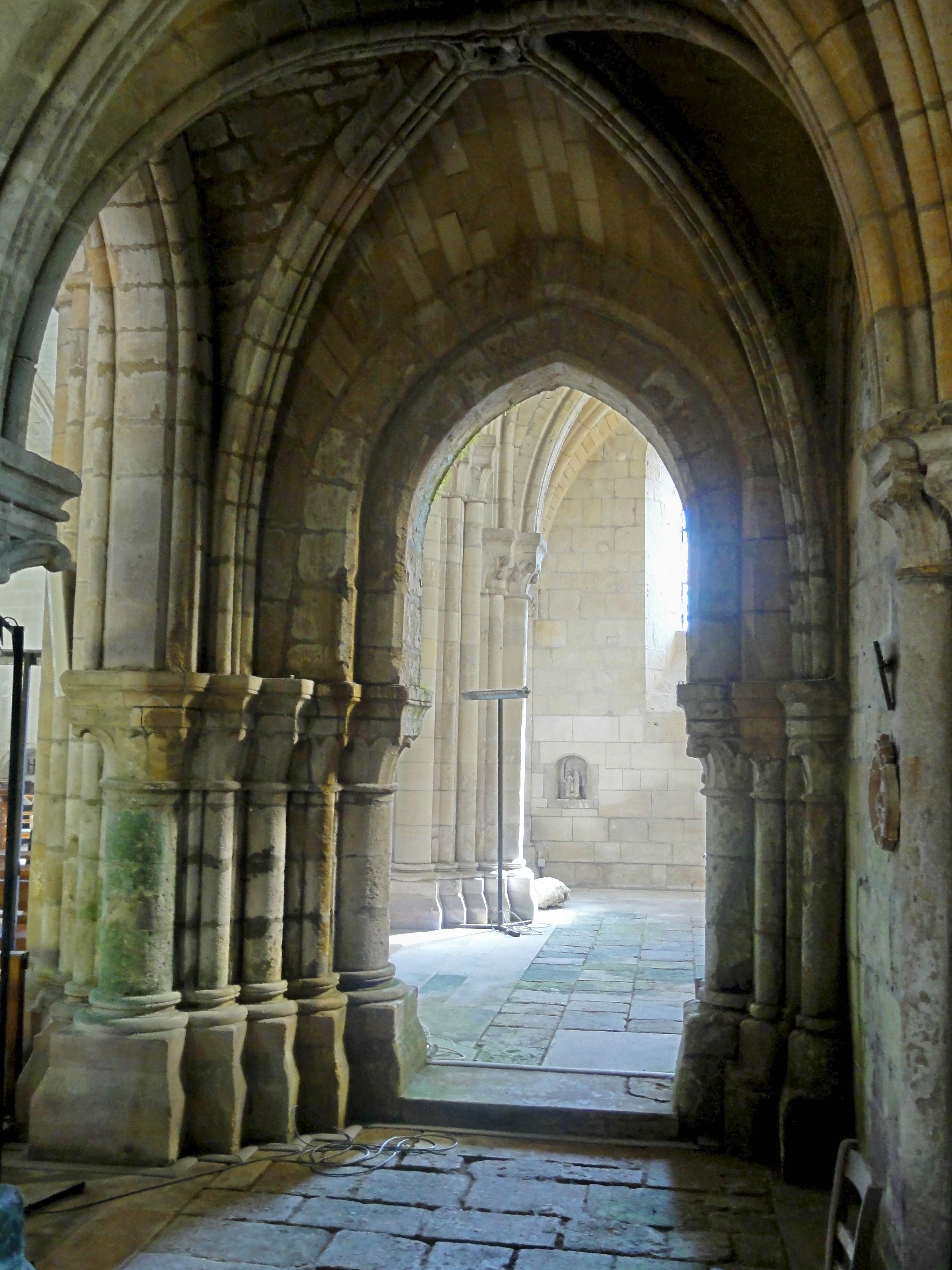
Bas-côté sud.

#### Transept et chœur

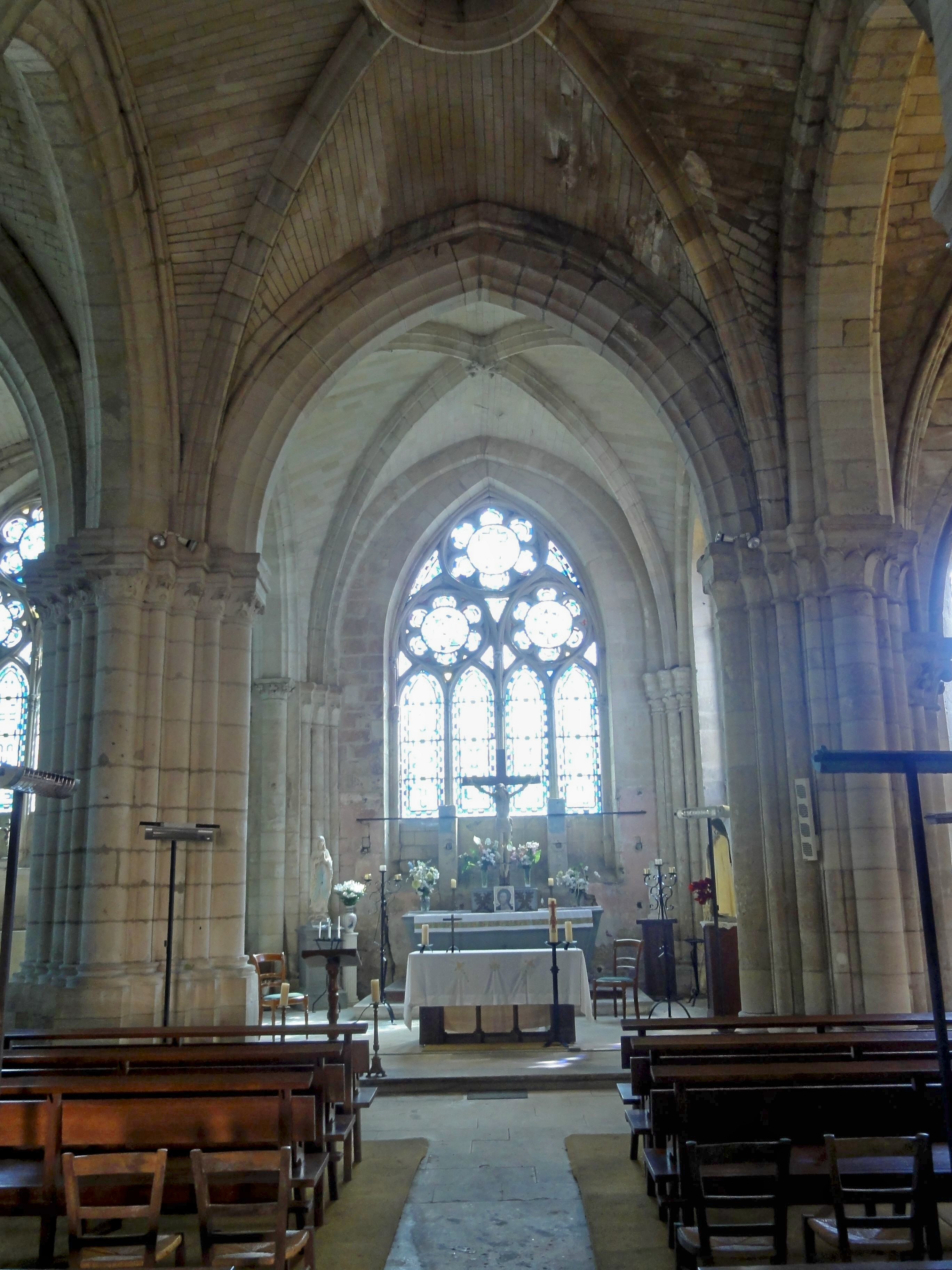
Croisée du transept.

Pour le transept et le chœur, le maître d'œuvre des années 1240 a opté pour un nombre de colonnes et colonnettes correspondant exactement au nombre des nervures, et les doubleaux sont tous triples à l'origine. Ce choix avait déjà été retenu pendant les années 1140, comme en témoignent les quarts de piles composées entre les bas-côtés et la croisée. Leurs chapiteaux sont par ailleurs situés beaucoup plus bas que les autres chapiteaux des bas-côtés. Ils gardent les traces d'une polychromie en ocre jaune, bleu, vert et rouge lie-de-vin. Sinon, la partie du XIIIe siècle ne montre qu'un seul niveau de chapiteaux dans le vaisseau central du chœur, le croisillon nord et la chapelle latérale nord, un peu plus bas que les chapiteaux hauts de la nef du fait d'un profil très aigu des voûtes. La pile composée au centre des quatre travées du chœur-halle est cantonnée de quatre colonnes et de huit colonnettes, ce qui est le maximum atteint, car aucune autre pile n'est dégagée des quatre côtés. Mais le doubleau entre les deux travées les plus orientales a été refait de manière simplifiée, et les chapiteaux correspondant aux doubleaux secondaires restent ainsi sans emploi. Bien que le chœur-halle ait été bâti dans une seule campagne, les deux travées du nord (le croisillon nord et la chapelle latérale) n'ont au nord qu'un faisceau de trois colonnettes au centre, et une colonnette isolée dans chaque angle, ce qui correspond à la disposition de la nef et des bas-côtés.
Dans le croisillon sud, les ogives et formerets sont portés par une seule colonnette isolée dans chaque angle, dont les chapiteaux sont situés plus bas que les autres. Celui de l'angle nord-est jouxte directement le chapiteau de gauche de l'arcade brisée ouvrant dans la chapelle orientée, qui est moulurée de deux tores dégagées et repose sur une seule colonnette et chapiteau de chaque côté. L'intérieur de la chapelle, très sobre, abrite une voûte sur croisée d'ogives plein cintre, avec un profil monotorique caractéristique des voûtes les plus anciennes. Les fenêtres sont entourées de larges ébrasements. — Comme particularités, l'on peut signaler, dans le croisillon sud, une niche à dais pointu et garni de crochets, qui aurait abrité une statue du roi Théodoric Ier (disparue) ou la statue de saint Louis qui y est placé depuis, au moins, la fin du XIXe siècle. Une piscine liturgique est ménagée dans l'épaisseur du mur oriental de la chapelle latérale nord. Dans le mur occidental du croisillon nord, les traces de deux arcades bouchées sont visibles, l'une en tiers-point et l'autre en plein cintre,.

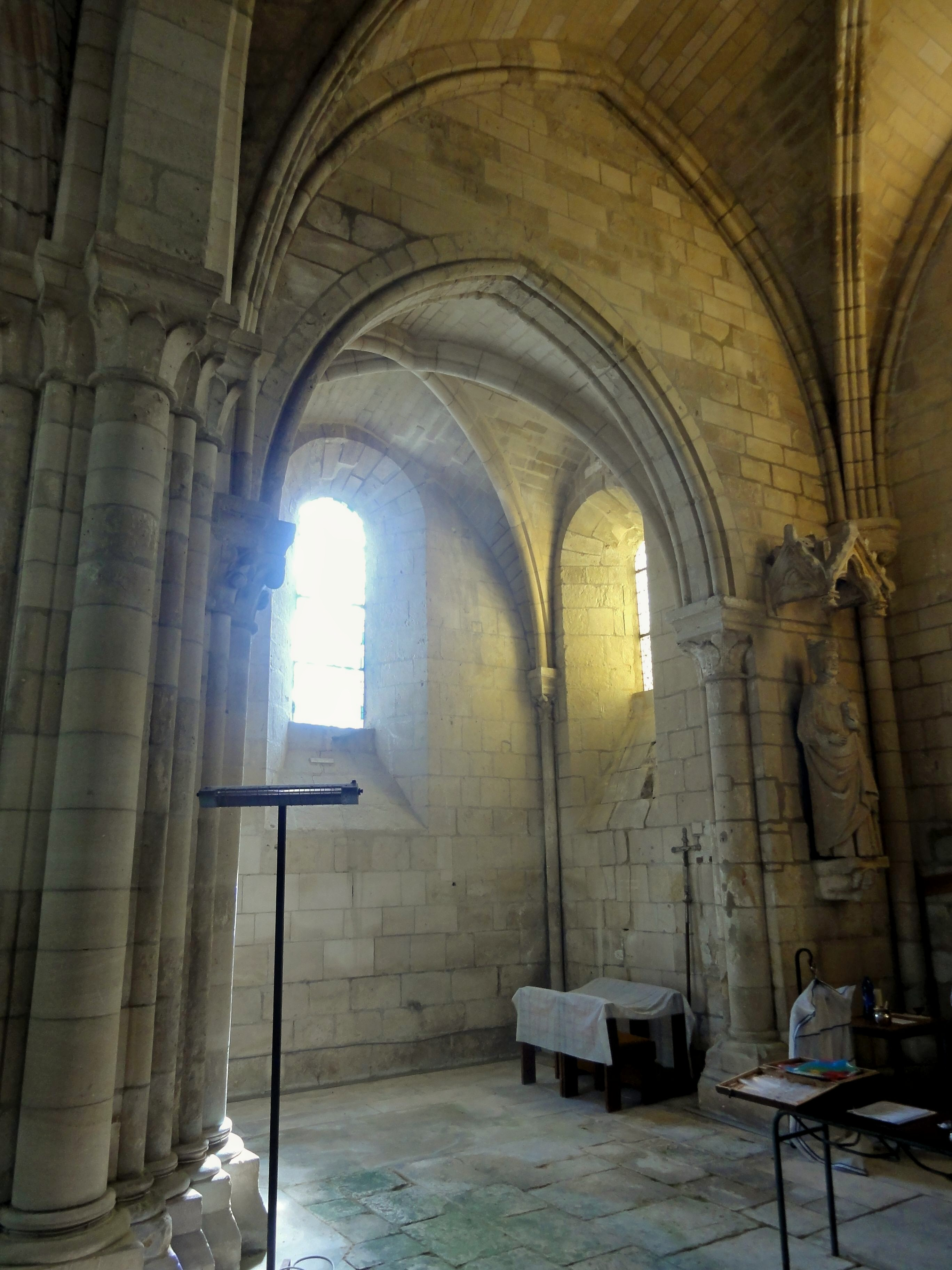
Chapelle orientée.
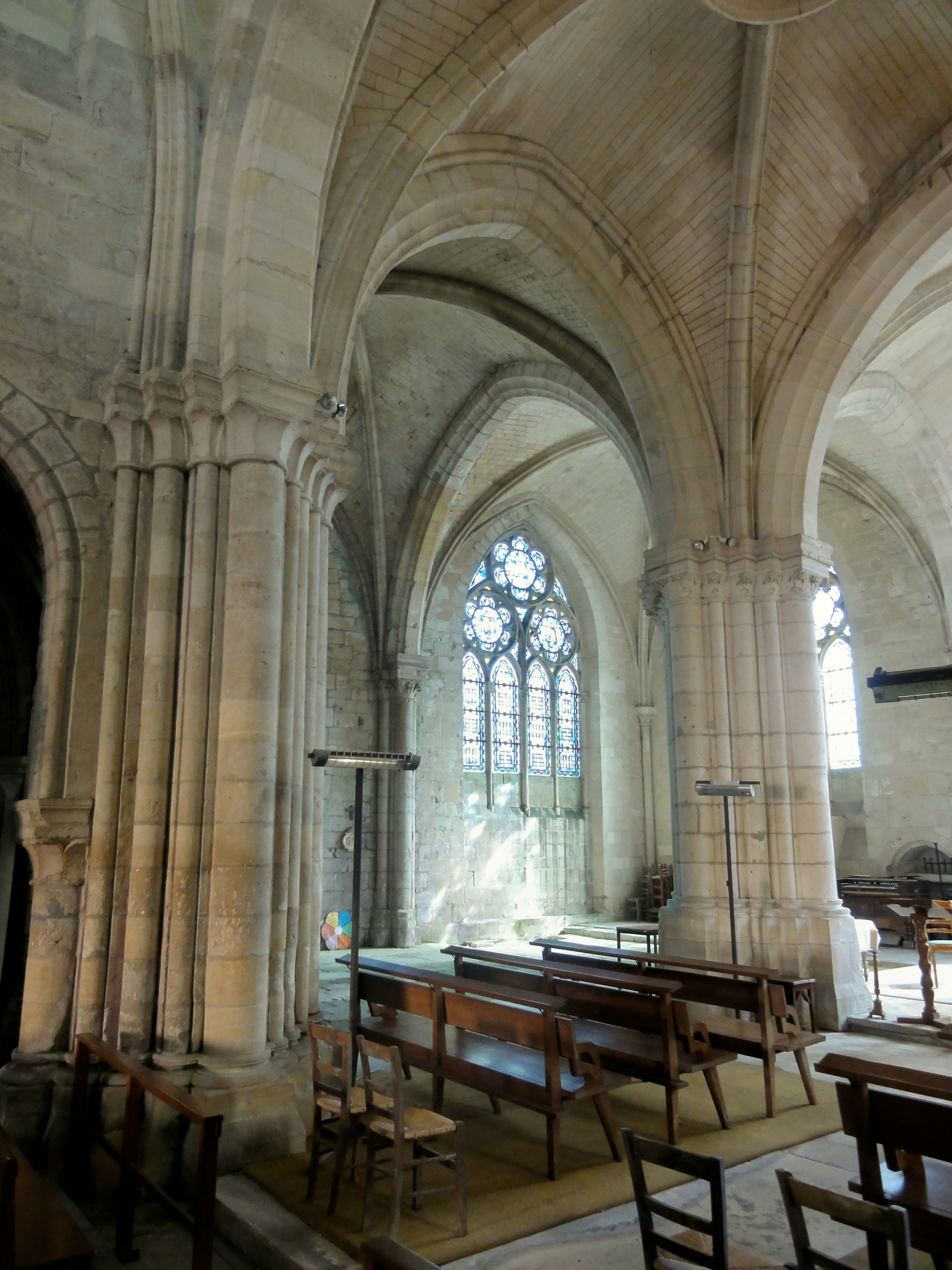
Croisée du transept.
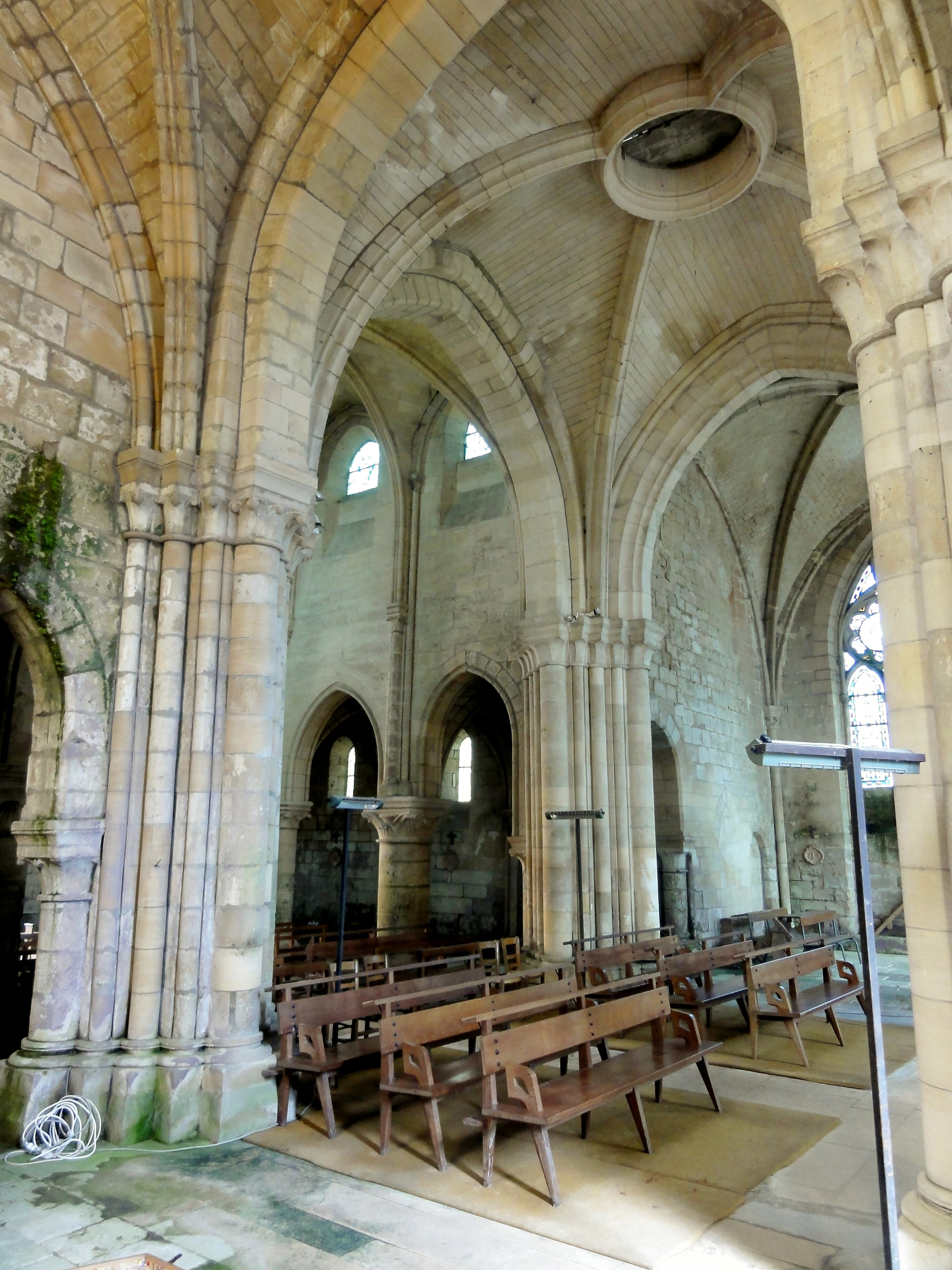
Transept, vue diagonale.
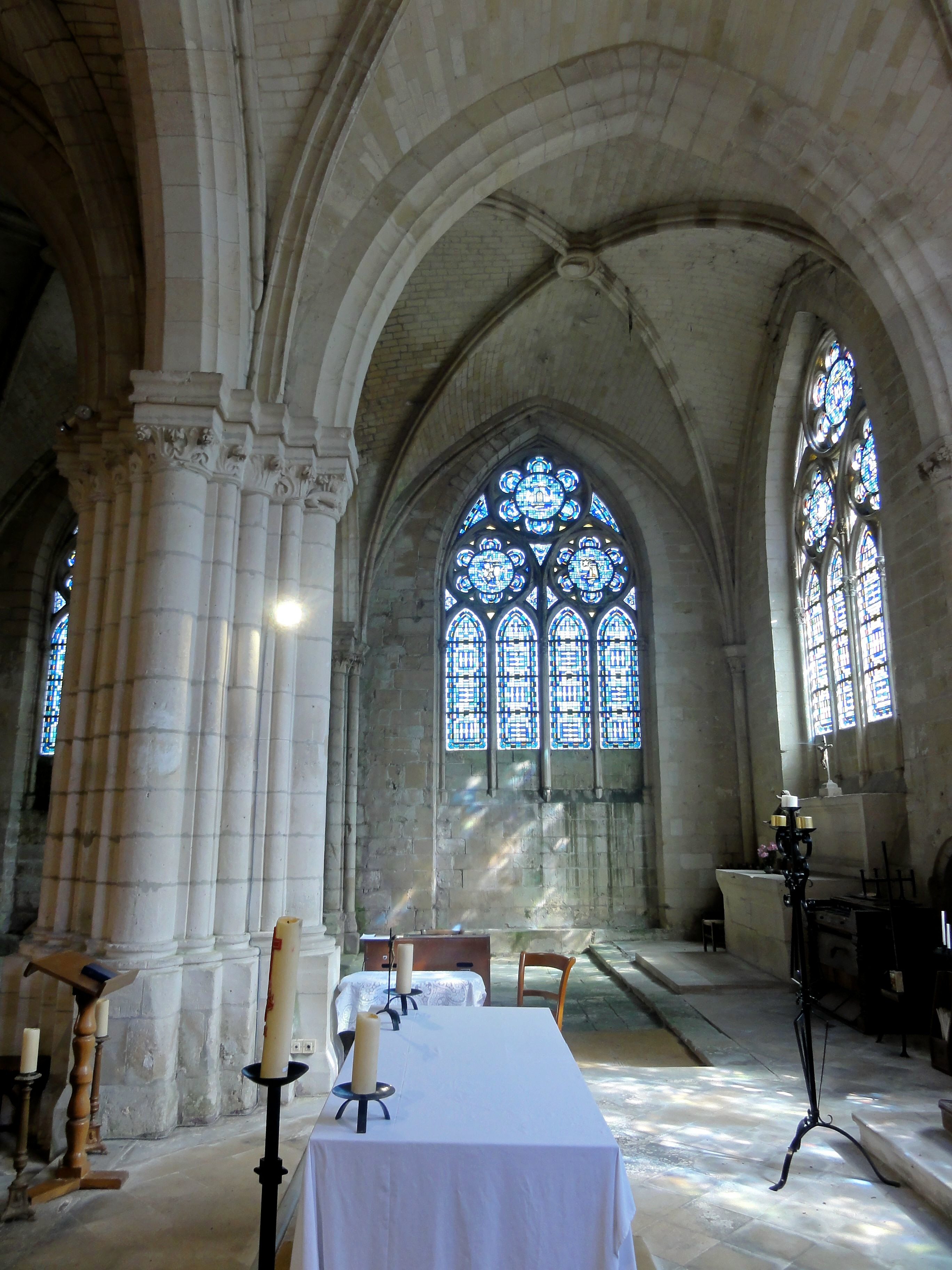
Chœur, vue sud-nord.
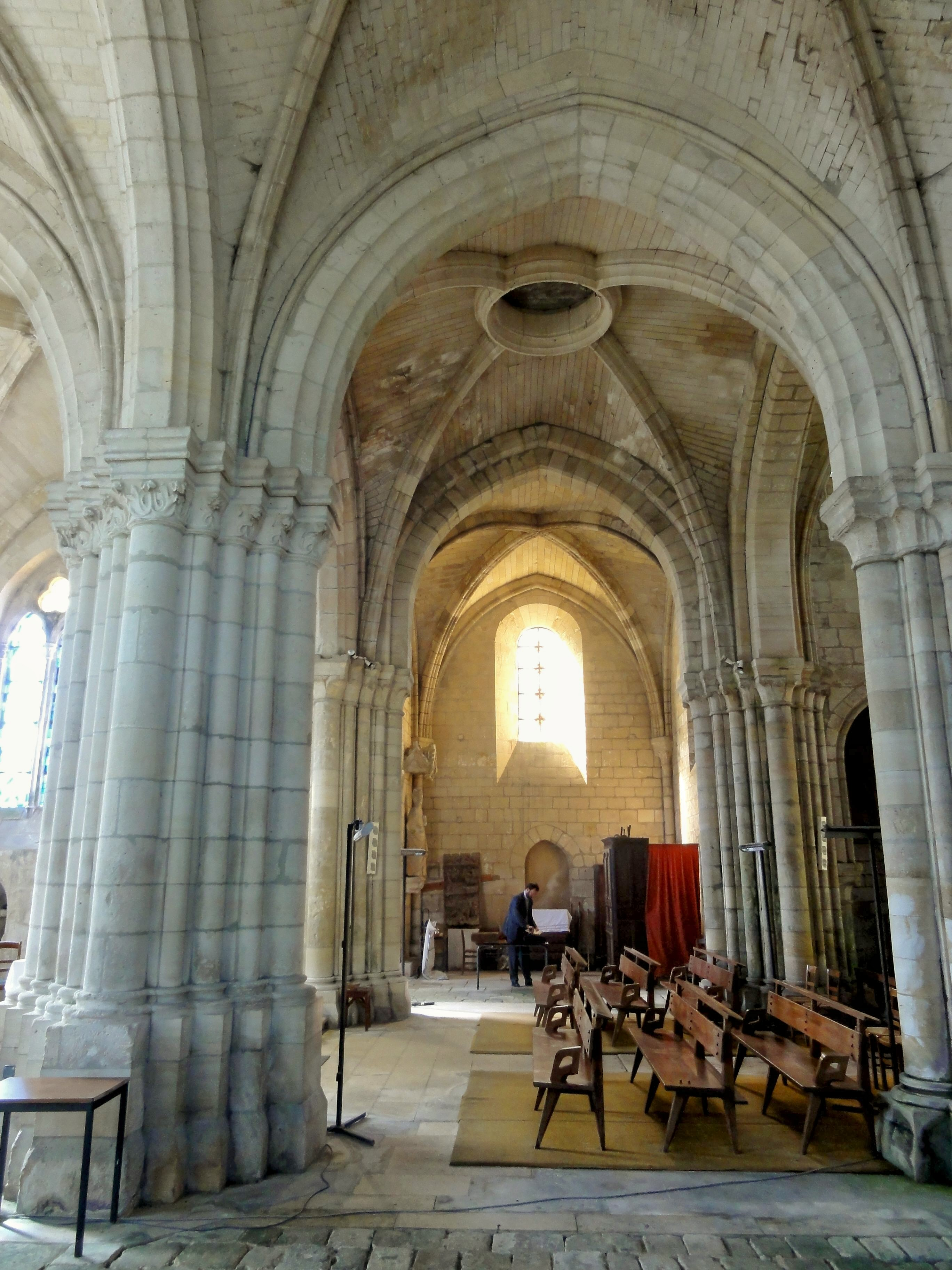
Transept, vue nord-sud.
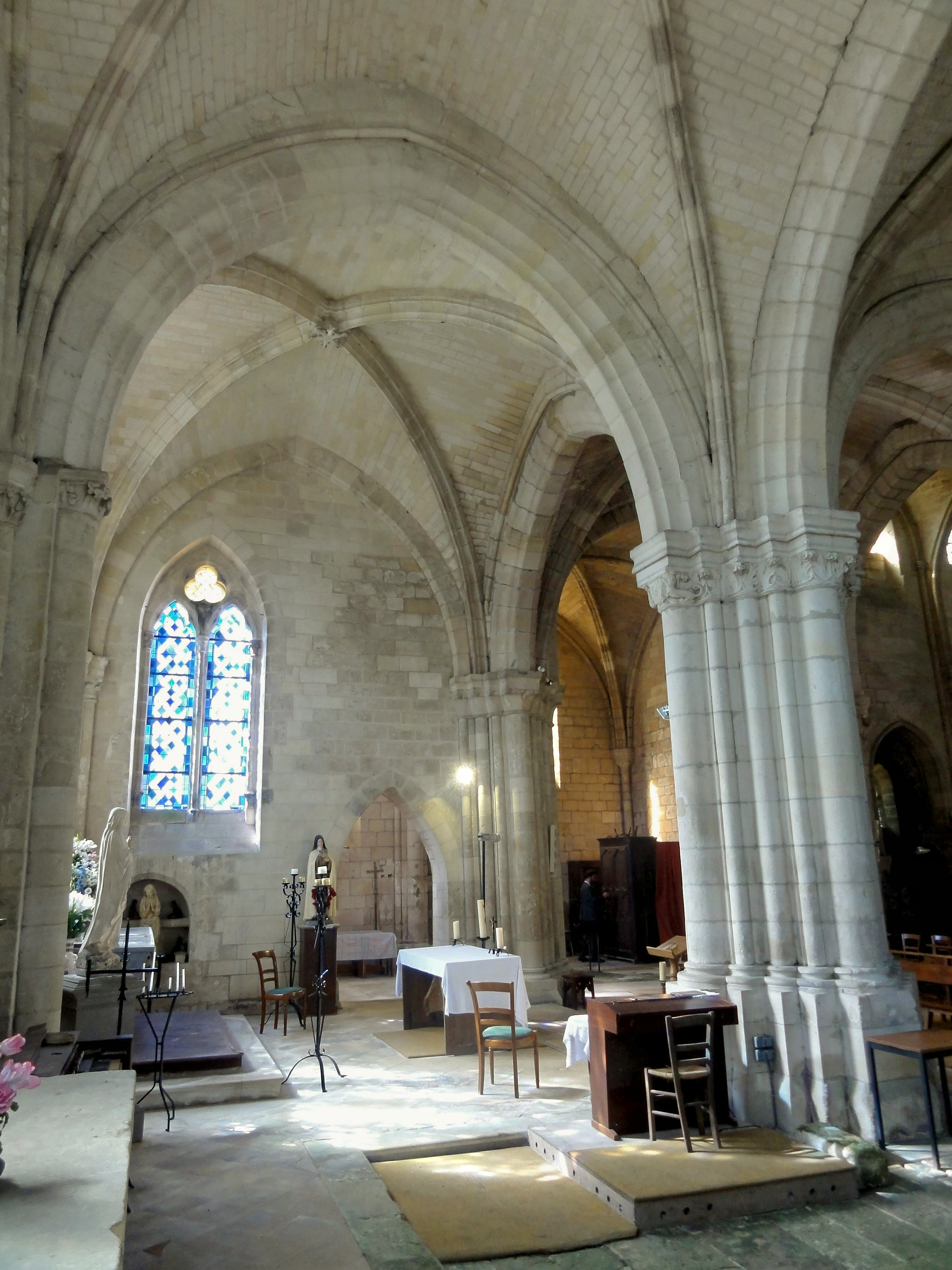
Chœur, vue nord-sud.

## Mobilier

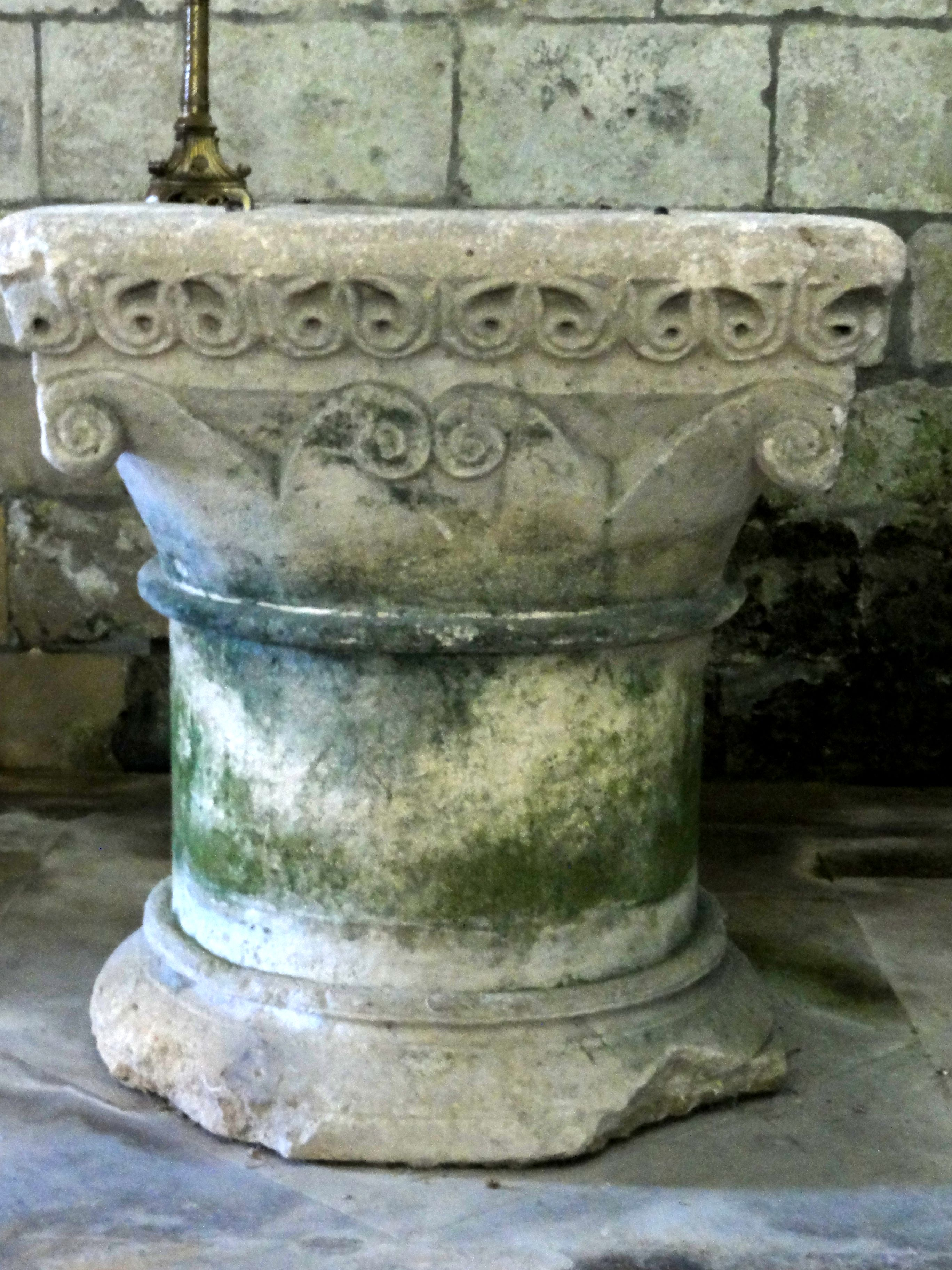
Fonts baptismaux.

Parmi le mobilier de l'église, huit éléments sont classés ou inscrits au titre objet, ou, dans deux cas, au titre immeuble. Outre le mobilier proprement dit, une peinture murale, qui date probablement du XIIIe siècle, est également classé au titre objet. Elle avait pour sujet le Christ juge et un saint évêque Déjà presque illisible au moment du classement, elle a aujourd'hui complètement disparu,.
- Les fonts baptismaux en pierre calcaire se présentent sous la forme d'une cuve baptismale à infusion. Ils peuvent être datés du XIIe siècle, et sont donc antérieurs à l'église actuelle. Le pied cylindrique supporte une cuve de forme tronconique évoquant la corbeille d'un gros chapiteau. Il comporte un astragale en bas, deux paires de feuilles d'eau et de volutes d'angle sur chaque face de la corbeille, et des rinceaux sous la bordure. Le classement au titre immeuble remonte à 1862[12].
- Du retable en bois taillé du XVIe siècle ne subsiste qu'un fragment illustrant deux scènes de la Passion du Christ, à savoir la montée au Calvaire et l'élévation de la croix. Ce fragment déposé dans un coin est en mauvais état, et a perdu sa polychromie. Son classement remonte à 1912[13].
- La statue de saint Louis sous le dais dans l'angle sud-est du croisillon sud est en pierre calcaire, et date du XIIIe siècle, hormis la tête, qui est probablement moderne. Le classement date également de 1912[14].
- La statue en pierre d'une femme en prière exposée dans la piscine du chœur mesure 101 cm de hauteur, et daterait du XVe siècle. L'iconographie évoque fortement une Vierge de douleur d'une poutre de gloire. La polychromie ancienne est cachée sous un badigeon moderne. L'œuvre est inscrite depuis 2005[15].
- Le Christ en croix monté devant la baie d'axe du chevet, au-dessus de l'ancien maître-autel, est en bois taillé. Il mesure 158 cm de hauteur, et pourrait dater du XVe siècle. Les clous et les épines de la couronne  sont en fer forgé. La polychromie d'origine s'est partiellement conservée. L'inscription au titre objet est intervenue en 2005[16].
- La grande croix d'autel en bois polychrome n'est pas visible dans l'église. Elle mesure 64 cm de hauteur, et pourrait dater du XVIIe siècle. Son inscription est également intervenue en 2005[17].
- L'autel de la chapelle latérale nord est un simple bloc assemblé de pierres de taille, et date probablement du XIIe siècle. Il serait donc également antérieur à l'église actuelle. Le retable en pierre appareillée est plus récent, et a été daté du XVIIe siècle L'ensemble est classé au titre immeuble depuis 1862[18].
- La statuette de la Vierge à l'Enfant posée sur l'autel signalé est en bois taillé. Elle mesure 98 cm de hauteur, et date du XVIIIe siècle. L'œuvre a été décapée, mais l'on peut encore identifier des traces de peinture. L'inscription au titre objet date de 2005[19].

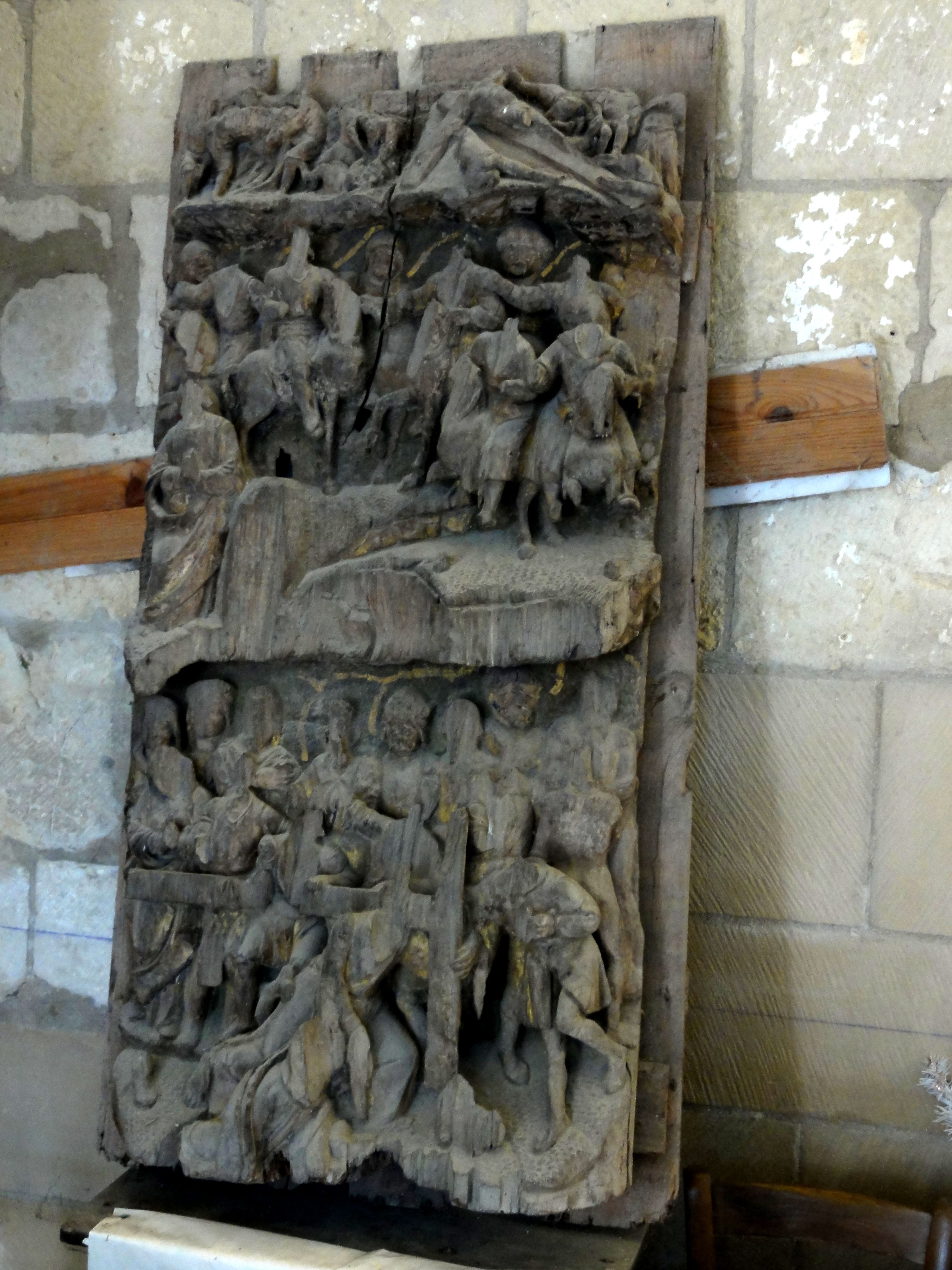
Ancien retable.
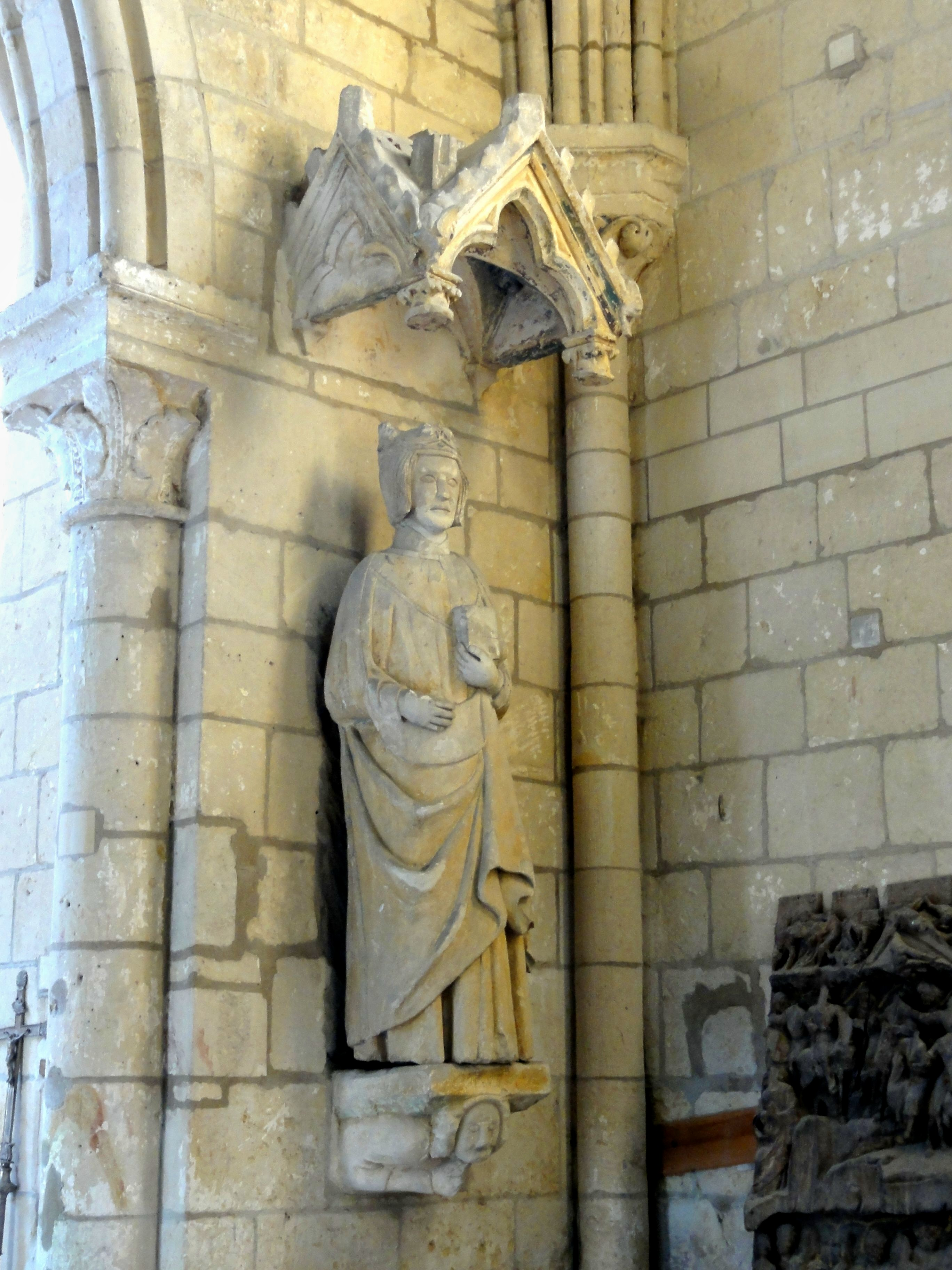
Statue de saint Louis.
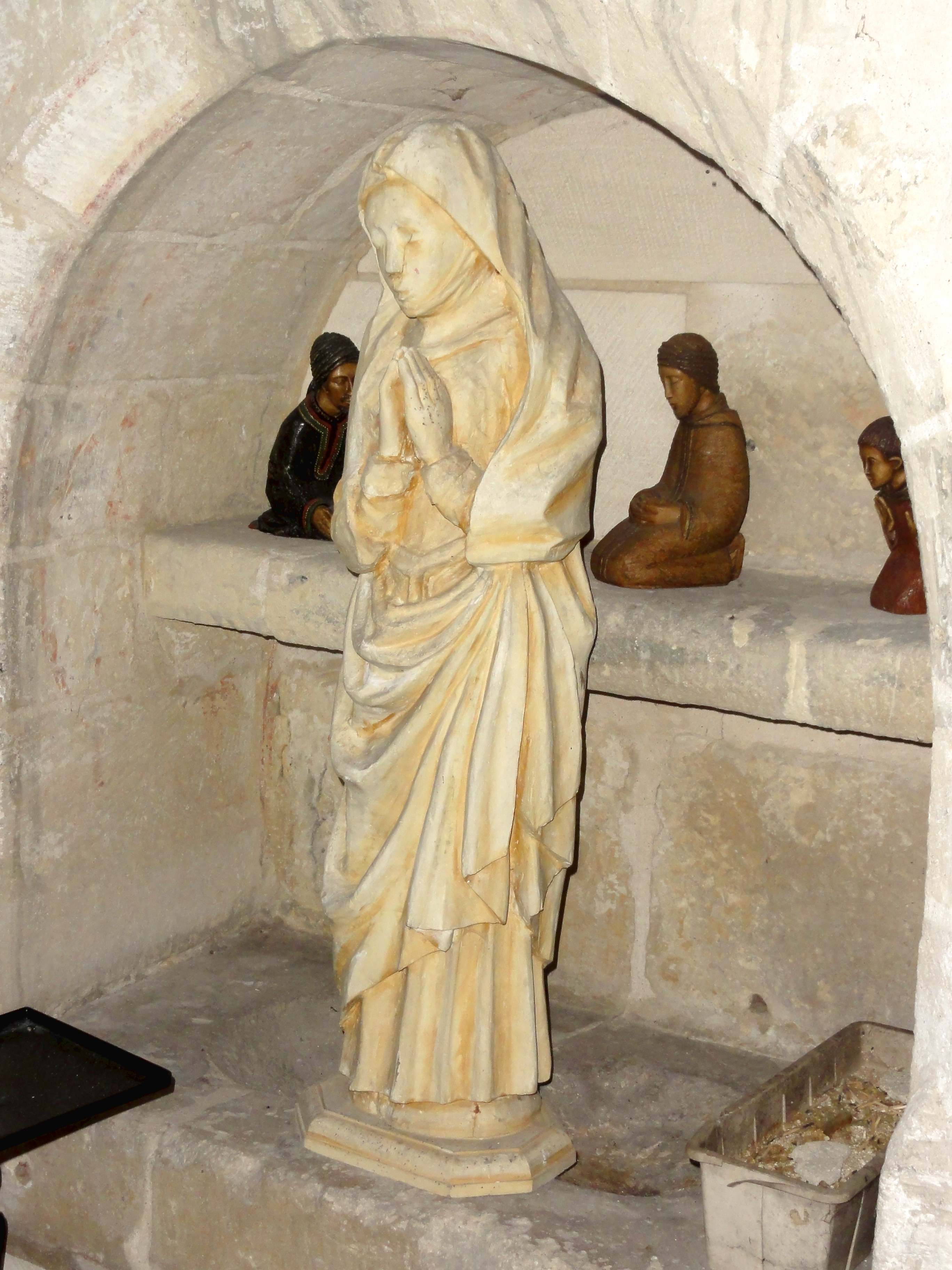
Vierge de douleur.
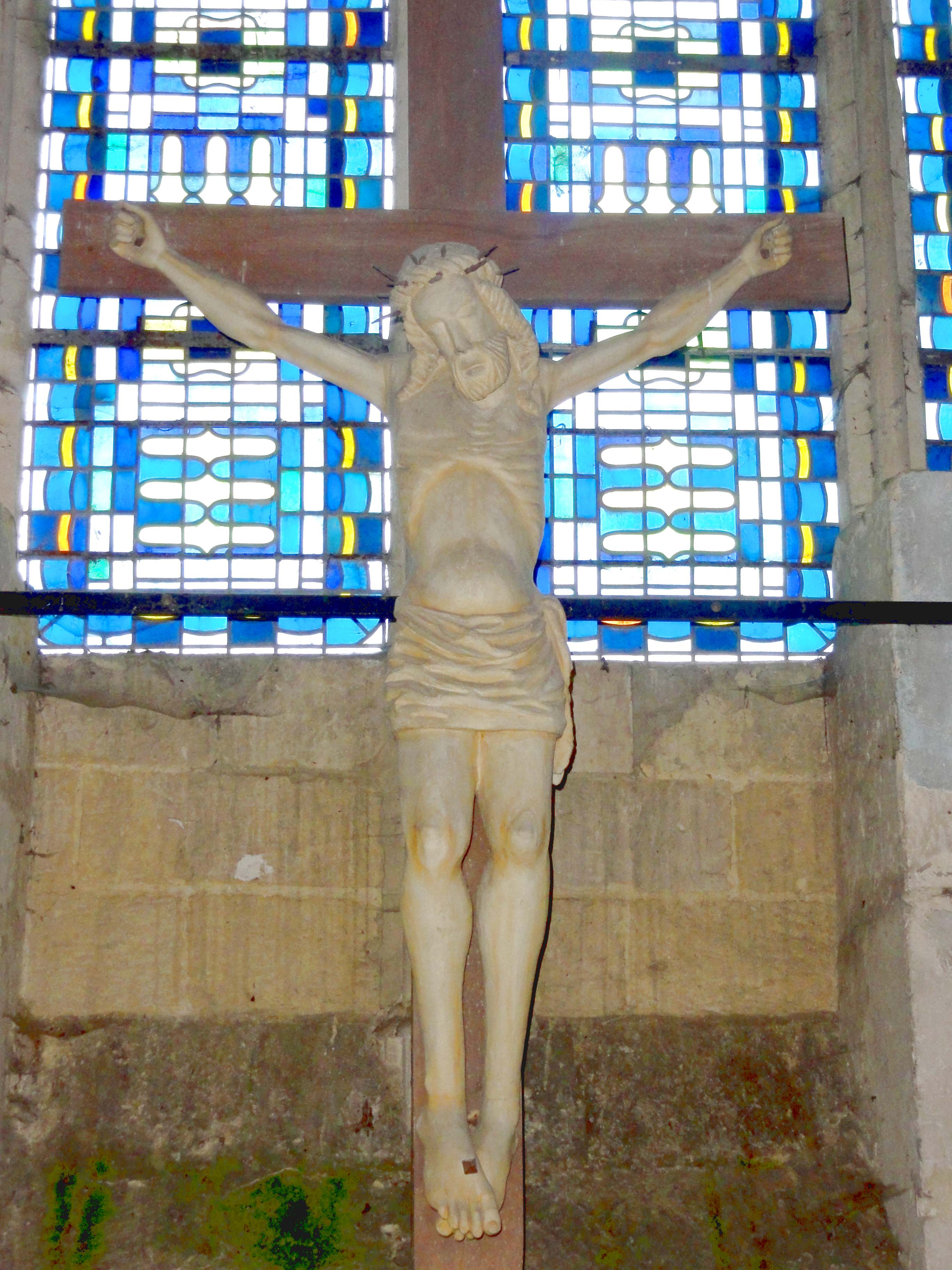
Christ en croix.
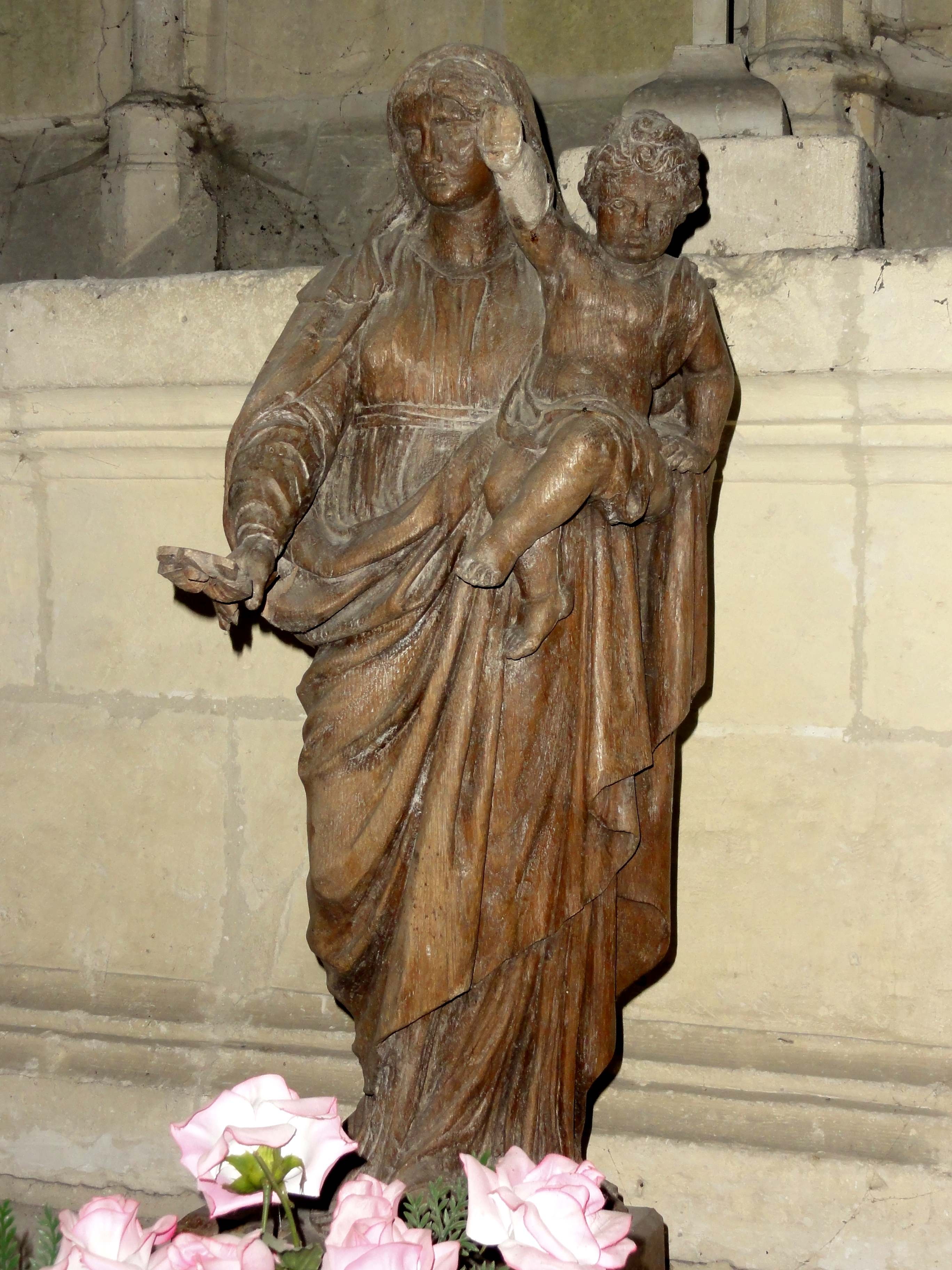
Vierge à l'Enfant.
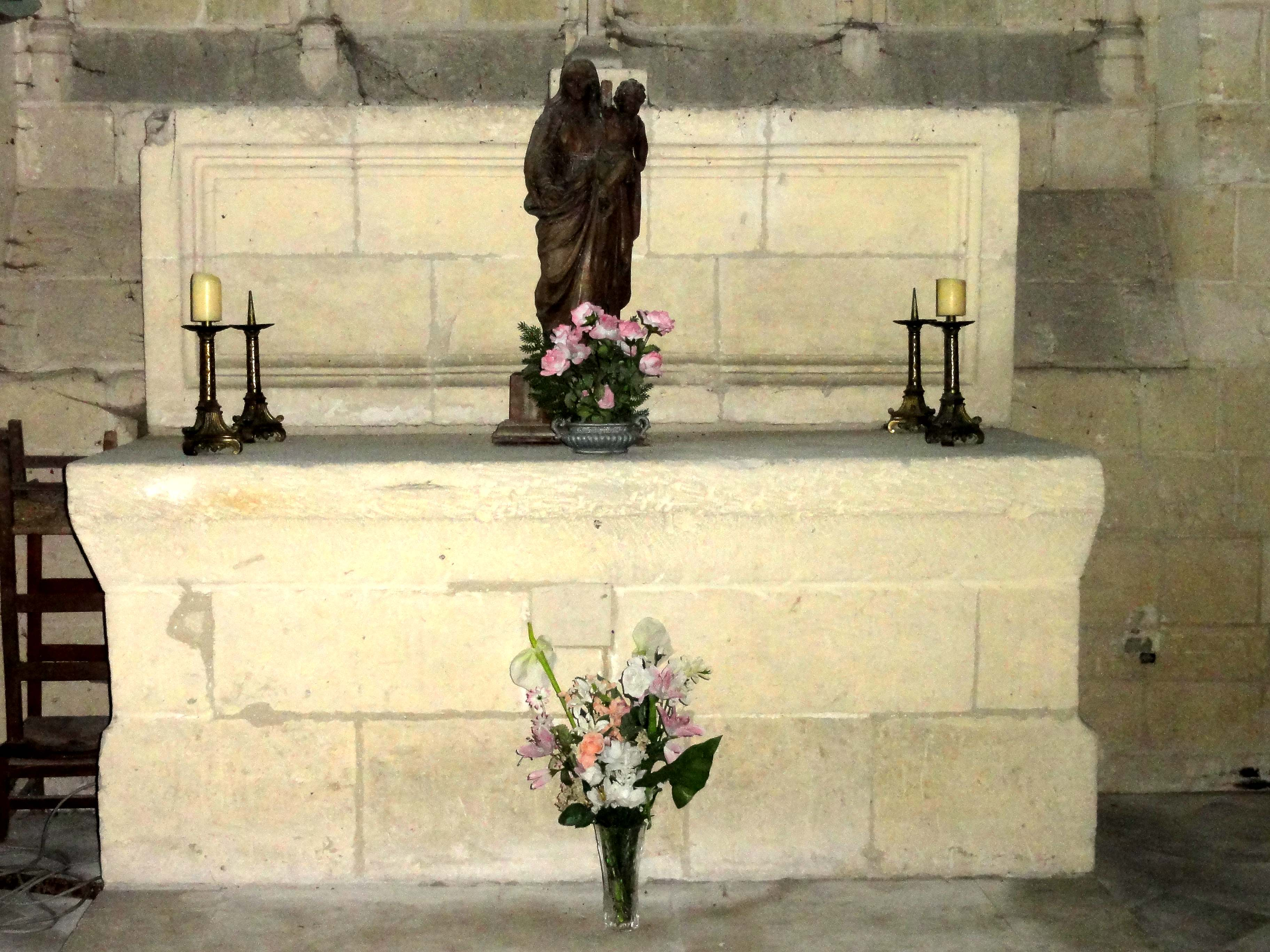
Autel du XIIe siècle.